# ごくせん (テレビドラマ)
『ごくせん』は、森本梢子の漫画ごくせんを原作とした日本のテレビドラマ。主演は仲間由紀恵。
日本テレビ系で3本の連続ドラマ、2本の単発ドラマが放送された。
第1シリーズの最高視聴率は23.5％で、さらに第2シリーズは日本テレビ系のドラマで平均視聴率1位の28%を獲得、最終回は32.5％だった。2008年に放送された第3シリーズは高視聴率をキープし、その年の民放連続ドラマのトップになった。
理想の先生ランキングで主人公「ヤンクミ」が1位を獲得し、このドラマは社会現象に発展した。そうした勢いのまま2009年には映画化。興行収入は34億円を突破した。

## 概要
任侠集団・大江戸一家で育った熱血高校教師・山口久美子（通称・ヤンクミ）が不良ぞろいの3年D組で活躍する学園ドラマ。2002年放送の第1シリーズ、2005年放送の第2シリーズ、2008年放送の第3シリーズは全て高視聴率を記録した。
漫画原作だが、第1シリーズがほぼ原作の設定や人物を踏襲していたのに対し、第2シリーズ以降は学校から登場人物に至るまでほぼドラマオリジナルで占められている。それぞれ舞台は、第1シリーズが原作にも登場した白金学院高校、第2シリーズが黒銀学院高校、第3シリーズが赤銅学院高校という、いずれも私立の男子校で、久美子は不良の吹き溜まりとされるクラスの担任を任される。ストーリー自体は第1シリーズに似ている部分が多々あり、いずれも原作の極道色は薄められ、学園ドラマとしての色合いが濃い。放送倫理上、仲間が演じる久美子の実家も原作ではヤクザのところを任侠集団に変更されている。
仲間にとっては、本作がプライムタイムの連続ドラマ初主演作であると同時に仲間の出世作・代表作となった。また、当時経験の浅かった若手俳優が多数起用された。
全シリーズに登場する白金町は架空の地名であり、第1シリーズにてヤンクミが勤務する白金学院高校は白金町にあったためその学校名であった。
不良生徒が多くて有名な荒高は唯一全シリーズに登場するが、登場するのはその学校の生徒たちのみであり、学校自体と正式な学校名は登場しない。荒高の制服は各シリーズごとにデザインが違っている（第1シリーズではネクタイに紺のブレザーにチェックのズボンであったが、第2シリーズでは青い学ラン、第3シリーズでは黒い学ランに変更された）。荒高は生徒がいくら問題を起こしても基本的には退学にならずに済むが、しかし第3シリーズの卒業スペシャルから登場した赤銅学院高校2年D組の高杉怜太は荒高在学中に問題を起こして退学となり、それがきっかけで2学期に赤銅学院へ転校した（3年D組の生徒たちと廊下ですれ違ってこれ以上問題起こさないでくれと言われた際には前の学校は生徒が問題起こせばすぐ退学にして切り捨てだと言った）。
全シリーズ通して3年D組の生徒たちが卒業する所まで描かれており、第1シリーズと第3シリーズは放送期間が4月から6月（第1シリーズの場合は4月から7月上旬となっていた）となっていたため翌年の卒業スペシャルにて3年D組の生徒たちが卒業する所まで描かれるが、第2シリーズのみ放送期間が1月から3月となっていたため最終回にて3年D組の生徒たちが卒業する所まで描かれた。しかし劇場版の場合は3年D組の生徒たちが卒業する所までは描かれなかった。

## 第1シリーズ（2002年）
2002年4月17日から7月3日まで毎週水曜日22:00 - 22:54に、「水曜ドラマ」枠で放送された。
当初は全11話の予定だったが、高視聴率を受けて第5話放送後に放送回延長が発表され全12話となった。2002年4月クールで視聴率2位を記録した。
放送期間は4月から7月上旬までとなり、物語は1学期開始当初からスタートして1学期終了直前の所で最終回を迎えて一旦終了。その後2003年3月26日に放送された卒業スペシャルにおいて3年D組の生徒たちが卒業する所までが描かれた。
キャッチコピーは「あの（長髪）先生より人情家。あの（グレート）先生より無鉄砲。」。
今シリーズのみ原作をドラマ化した作品であり、そのため原作にも登場したキャラクターが数多く登場しているが、話の流れは大きく異なる。
松本と脇知弘は『よい子の味方 〜新米保育士物語〜』の最終回にそれぞれ沢田慎役、熊井輝夫（通称・クマ）役として友情出演している。この際、ストーリー上では名前こそ出なかったものの、ヤンクミのことを匂わせる発言をしている。
第11話で熊井の父親の熊井和雄が心臓発作で他界した病院の場所は「白百合記念病院」であり、『ナースマン』の舞台になった神奈川県横浜市都筑区にある昭和大学横浜市北部病院である。
使用された白金学院高校のロケ地の学校は1998年のドラマ『GTO』の武蔵野聖林学苑や2006年の『ギャルサー』第8話で戸田恵梨香が演じる広瀬サキ子が通う南都下高校や2007年のドラマ『ライフ〜壮絶なイジメと闘う少女の物語〜』の西館高校のロケ地として使われた実践女子短期大学であり、小栗旬は『GTO』、生瀬勝久は『ギャルサー』にも出演している。
生徒が喫煙する演出は今シリーズのみである。今シリーズは後の2シリーズと違って挿入歌がないため、主題歌を挿入歌として使っている回もある。
校長が登場するのは今シリーズのみであり、後の第2、第3シリーズには登場しない（今シリーズの卒業スペシャル終盤にて教頭から校長に昇進した猿渡は第2シリーズには教頭として登場し、その後第3シリーズにも最初は教頭として登場するが、第3シリーズの卒業スペシャル終盤では教頭から校長に昇進し、その後劇場版にも校長として登場した）。
久美子の素性が最終的に世間にバレて大騒ぎとなったのは今シリーズのみであり、後の第2、第3シリーズ、劇場版では彼女の素性が世間にバレることは無かった。
2005年には第2シリーズ、2008年には第3シリーズが放送され、2009年には映画版が公開された。
2020年6月3日、6月10日に、2週連続で「ごくせん2002特別編」が放送。同年6月28日、7月4日、7月5日、7月11日、7月12日にかけて全話が放送された（6月28日以降の放送分は関東ローカル）。

## 第2シリーズ（2005年）
2005年1月15日から3月19日まで毎週土曜日21:00 - 21:54に、「土曜ドラマ」枠で放送された。
今シリーズからハイビジョン制作となっている。
第1シリーズとは違って放送期間が1月から3月までとなり、そのため3学期開始当初から物語がスタートし、そして最終回にて3年D組の生徒たちが卒業する所まで描かれた。
DVDが発売される折、第1シリーズと区別するため「ごくせん 2005」と改題され、2005年11月5日に発売された。
関東地区での視聴率は全話25%以上を記録、日本テレビ系列のテレビドラマでは初回から3話以上視聴率25%超えを達成したのは「熱中時代」以来25年ぶり。また、第8話は30.0%、最終回は32.5%を記録、土曜ドラマでは「家なき子2」（1995年放送）以来の視聴率30%超えを達成するなど、平成中期の最大のヒット作となった。また今作は長らく視聴率で低迷していた土曜ドラマ枠が復活するきっかけを作った。
ザテレビジョンドラマアカデミー賞（2005年1月クール）、最優秀作品賞を受賞。2005年ドラマ満足度ランキング（オリコンモニターリサーチ）第4位を獲得している。
なお、テレビ大分では当該時間はフジテレビ系の番組を同時ネットしていたため、遅れネットで放送された。また、テレビ宮崎では土曜ドラマは通常放送されないが、第1シリーズの続編ということで例外的に放映された（土曜日とは別枠。宮崎県では2週間遅れで宮崎放送から放送されるのが通例）。
第2シリーズから挿入歌を歌っている人物が突っ込み役である。
今シリーズより学校から登場人物に至るまで、ほぼドラマのオリジナル設定で占められている（ただし黒銀学院高校の元生徒である工藤広樹は今シリーズに登場した人物の中で唯一原作にも登場したキャラクターである）。
2005年2月4日の『ミュージックステーション』には亀梨和也と赤西仁がKAT-TUNとして日本テレビ全面協力のもと、本作の教室セットから中継で生出演し、「GOLD」と「絆」を歌った。また、セットにはスタッフがこの日のために作った司会のタモリをモチーフとした人形が3体置かれていた。
5話の序盤に「♪チョッコレート チョッコレート チョコレートが欲しい〜♪」と3年D組の生徒たちが斉唱する、明治ミルクチョコレートのCMパロディのようなものがあった。
今シリーズには養護教諭と校長が登場しない。また、今シリーズのみ1月期に放送されたため最終回が卒業式になっている。
3話で日向と土屋が2人乗りをして違反されていた場所は第1シリーズでも使用されていた（第1シリーズではクマがチンピラに襲われて集金袋を奪われた場所として使用されていた）。
7話に登場した轟高校も荒高と同じく不良生徒の多い高校であり、今作に登場した不良生徒の多い高校は荒高とその轟高校の2校となった。しかし轟高校も荒高と同じく登場したのは生徒たちのみであり、学校自体は登場していない。
久美子の素性は前シリーズの最終回にて世間にバレて大騒ぎになったものの、今シリーズに登場する黒銀学院高校には彼女の素性を知っている人物は猿渡と理事長の他には誰もおらず、前シリーズとは違って彼女の素性が世間にバレることは無かった（黒銀の理事長は久美子の素性を最初から知っており、最終回にて猿渡の発言により判明する）。
2020年12月27日 - 30日に日本テレビ・札幌テレビ・青森放送・テレビ岩手・ミヤギテレビ・福島中央テレビ・テレビ信州・山梨放送・静岡第一テレビ・中京テレビ・読売テレビ・西日本放送・福岡放送・長崎国際テレビで再放送がおこなわれた。

## 第3シリーズ（2008年）
2008年4月19日から6月28日まで毎週土曜日21:00 - 21:54の「土曜ドラマ」枠、また「開局55年記念番組」として放送された。
平均視聴率は22.8%、最高視聴率は初回の26.4%で、2008年4月クールで視聴率1位を獲得し、前シリーズ同様に年間の民放の連続ドラマ平均視聴率1位となった。
第1シリーズと同じく放送期間が4月から6月まで（ただし第1シリーズは放送期間が4月から7月上旬までとなった）となり、そのため物語は第1シリーズと同じく1学期開始当初からスタートし、そして1学期終了直前の所で最終回を迎えて一旦終了した。
2009年3月28日に「卒業スペシャル」を放送し、またその後日談としてシリーズ完結編となる劇場版『ごくせん THE MOVIE』が同年7月11日に公開された。
今シリーズには当初は第2シリーズと同様に校長は登場していなかったが、卒業スペシャル終盤では猿渡が教頭から校長に昇進し、その後劇場版にも校長として登場した。
久美子の素性は第1シリーズ最終回にて世間にバレて大騒ぎになったものの、今シリーズに登場する赤銅学院高校にも前作に登場する黒銀学院高校と同様に彼女の素性を知っている人物は猿渡の他には誰もおらず、前作同様に彼女の素性が世間にバレることは無かった。
2008年12月21日にDVD-BOXが発売された。
放送形態について
- 第2シリーズを遅れネットで放送したクロスネット局のテレビ大分は、2006年10月の改編で土曜21:00 - 23:00も日本テレビ系同時ネット枠に変更されたため、第1シリーズ以来の同時ネットになった。

- 福井放送では、今期より当該枠がテレ朝ドラマの遅れネットに改編されたため、ゴールデン番組であるにもかかわらず遅れ放送となり、土曜または早朝のローカル枠で放送される。またここから先はエンドカードも新設され、ごくせんも7日遅れの土曜日の放送となる。また2009年2月11日から2月21日にかけて、同局では午後時間帯に本シリーズの再放送も行われた。

- 沖縄テレビ放送は7日遅れで毎週土曜昼12:00 - に放送した。
- 2008年12月30日・31日に日本テレビ・青森放送・秋田放送・テレビ岩手・ミヤギテレビ・福島中央テレビ・テレビ新潟・テレビ金沢・静岡第一テレビ・読売テレビ・西日本放送・福岡放送・長崎国際テレビ・熊本県民テレビで一挙再放送された。

- 今シリーズでは、第2シリーズで放送された時とは違い地上波デジタル放送・ワンセグで番組内容と連動したデータ放送を実施した。これは、土曜ドラマの枠そのものが対応しているためである。

ドラマの設定について
今シリーズにも前シリーズと同様に校長が登場しない。前2シリーズと違いクラスが2つのグループに分かれて対立している。ヤンクミが第2シリーズ最終話で赴任（その後廃校）した沖縄県の「やんばる学院高校（架空の学校）」と緒方の兄である緒方優一は、発言だけで登場しなかった。
ゲストの苗字が同じ（市村の旧友と2-Dのリーダー、本城の中学時代の部活の先輩と梅宮の仲間）という設定もある。
卒業スペシャルには真山明大は出演していない。また、矢崎広は本編の中で出演シーンは少ない（出演するのは出だしの教室、二年との乱闘における仲裁と静まる教室の場面、卒業式当日の乱闘シーンと卒業式の場面のみ）。
卒業スペシャルで番外として3-Dの面々が卒業アルバムを見た際に語った球技大会での大敗のエピソード、学園祭でチンピラから倉木、本城を助けたという「赤銅仮面（正体はヤンクミ）」のエピソード、修学旅行がバスの中しか思い出にならなかったというエピソードはそれぞれ原作漫画『ごくせん』の白金学院での沢田たちのエピソードを基に踏襲している。
今シリーズは、前2シリーズとは異なり主題歌のピアノバージョンをサウンドトラックとして使用していない。
久美子がこれまでに着任した高校で唯一、廃校になったり生徒たちを守るために自主退職はしておらず、後の劇場版の含めても彼女は赤銅高校の教員のままで終了している。
エピソード
- 魁三太郎が『ズームイン!!朝!』のリポーターとして出演していた縁で『ズームイン!!SUPER』で魁が出演者をリポートする『ごくせんいれコミ情報』が金曜日に放送された（フォーマットも『プロ野球いれコミ情報』と同様）。

- 2008年4月18日の『ミュージックステーション』では、髙木雄也・中間淳太・桐山照史が「髙木雄也とゆかいな仲間たち」として出演したが、そのときに前作の出演者の赤西仁からのメッセージが流れた（声と直筆メッセージのみ）。

## キャスト
主要人物 / 任侠集団・大江戸一家 / その他 / 第1シリーズ / 第2シリーズ / 第3シリーズ
レギュラー出演者以外の出演者はそれぞれのキャストを参照。年齢は（第1シリーズ） → （第2シリーズ） → （第3シリーズ）となっている。

### 主要人物
山口 久美子〈23 → 25 → 28〉
演 - 仲間由紀恵
通称・ヤンクミ。担当は数学。
白金学院高校3年D組担任→白金学院1年D組担任→こやぎ保育園保育士→黒銀学院高校3年D組担任→やんばる学院高校教員→具志堅インターナショナルスクール教員→赤銅学院高校3年D組担任。
物語の主人公。7歳で両親を交通事故で亡くし、唯一の身寄りだった母方の祖父である任侠集団・大江戸一家3代目・黒田龍一郎に引き取られた。跡取りの「お嬢」だが、小さい頃から教師になるのが夢であったため（教師になるのが夢だったのは亡くなった父が自身と同じく教師だったためである）、4代目を継ぐ気はない。不良生徒たちの集まる3年D組（以下、3-D）を任され彼らと心の汗を流すことを夢見て、日々奮闘している。普段はD組の面々を乗せようと異様なほどテンションが高いが筋の通らないことは決して許さず、人として大切なことを諭す際や、ピンチになった教え子を救う際は厳格な性格に変貌する。家族、舎弟、受け持ちの生徒、敵対した相手（主に生徒に危害を加えた悪漢）に対しては男性口調で話すが、それ以外の人物に対しては女性口調で話すことが多い（しかし第1シリーズと第2シリーズでは当初は受け持ちの生徒たちに対して女性口調で話していた）。
生徒たちからは熱血過ぎる性格と言動から呆れられることも多いが、義理人情に厚く、生徒のためとあれば頭を下げることも辞さない誠実な姿勢から次第に尊敬され、彼らが自分を見つめ直すきっかけを作る。また、彼女の熱意に突き動かされた同僚の教員たちが日和見だった指導方針を改めたり、D組の更生がきっかけで学校全体が活気を取り戻す要因として評価を見直されている。
機転が利くため、猿渡がキャバクラ通いしてることをネタに彼を黙らせたり、専門的な知識で弱い人間を助けることもあった。英語が苦手（第1シリーズでbeginのeの部分を間違えてiと書いたり、第3シリーズ序盤で勤務していたインターナショナルスクールで英語を使いこなすことができなかったほどである）。
ひっつめ髪に銀縁眼鏡、数学教師なのにいつもジャージ姿と外見はさえない（猿渡曰く「（3-Dから）すぐに逃げられるようにジャージを着た方がよい」とのことから）が、眼鏡を外し、髪を下ろすと印象がガラリと変わる隠れ美人。ヤンクミというニックネームは白金学院3年D組が命名（子供の頃は「組長」と呼ばれていた）。本人もこのニックネームを気に入っており、第2シリーズからは自己紹介の際に「あだ名はヤンクミ」と名乗っている。
組長の孫であることから小学校でいじめにあったのを機に毎日祖父の龍一郎の特訓を受け、喧嘩が強くなった（大勢で立ち向かってきた不良たちを自分一人で一斉に倒せるほどであり、そのため各シリーズの教え子たちからなぜそんなに喧嘩が強いのかと疑問に思われるほどである）。強面の男たちに囲まれて育ったため、度胸が据わっている（赴任当初にD組の生徒たちから睨まれても全く怯える様子はない）。教師を続けるためには素性がばれないようにしなければならないが、全シリーズで、終盤にて素性が明らかにされる（第2シリーズでは自身が黒銀を去った後に自身の素性が黒銀の教師たちに知れ渡るが、第3シリーズで自身の素性を知ったのは主要生徒6人だけであって世間にはバレなかった）。しかし、上記の理由と猿渡の助力もあり、卒業式は予定通り執り行われている。第1シリーズにて赴任した白金学院高校の白川校長は自身の素性を最初から知っており、それを利用して自身をクビにせず白金に採用して3-Dの担任に選んだ。
教頭である猿渡とは切っても切れない縁であり、よく朝礼などで猿渡と嫌みの言い合いとにらみ合いをするのが定番となっている。
第1シリーズ終盤では熊井を助けるためにチンピラ集団を撃退したが、その際に自身をスクープしていた新聞社によって大江戸一家の孫であることが白金学院の生徒たちや教職員たちにバレてクビになりかけてしまう。自身のことより3-Dの生徒や実家の祖父たちを思いやり、敢えて自主退職を決意するが、猿渡の手助けによって白金に残留を許され、3-Dの生徒たちを卒業まで見届けた。なお、第2、第3シリーズでは一部の人物を除いて自身の素性は知らない。
第2シリーズでは第1シリーズで赴任して勤務していた白金学院の廃校後に保育士の資格を取得しこやぎ保育園で保育士の仕事を始めたが、園児たちに花札を教えたり、兄弟仁義を歌わせたりするなどし、そして任侠訛りの言葉（「お控えなすって！」、「義理と人情」、「やっちまいな！」など）が園児たちに影響したため、保護者からの苦情で解雇処分となる。そして猿渡の手違いにより黒銀学院高校に赴任することとなった（猿渡が本来黒銀に呼んだ鬼瓦剛先生と性質が偶然似ていて3-Dの生徒たちを牛耳れるということだったため黒銀で教鞭を執ることができた）。最終話において3-Dの生徒たちが工藤率いる不良集団との暴行事件に関わったことから理事長の黒川の手により生徒全員を卒業式前日に退学処分に落とされそうになるも、自身の自主退職によって事なきを得た。3-D生徒たちの卒業を見届けて後日、沖縄の「やんばる学院高校」に赴任する。前作とは違って自身の素性が世間にバレることは無かった。黒銀の黒川理事長は猿渡と同じく自身の素性を最初から知っており、それを利用して自身をクビにせず3-Dの担任に選んだ。
第3シリーズでは第2シリーズ最終回で赴任したやんばる学院高校の廃校後、沖縄に残って具志堅インターナショナルスクールに勤めていたが、先述のように英語が苦手なために英語を使いこなすことができなくて役に立たず、そして2作目同様に任侠訛りの言葉（「なめたらあかんぜよ！」、「お控えなすって！」、「義理と人情」など）が外国人留学生たちに影響したため、またもや解雇処分となる。直後猿渡に懇願されて赤銅学院高校に赴任することになる。しかし前作で勤務していた黒銀とは違って赤銅には自身の素性を最初から知っている人物は猿渡以外には誰もおらず、それに前作と同様に彼女の素性が世間にバレることは無かった。
惚れた男性と完全に結び付けないのは全シリーズ通しての彼女の不幸のジンクスであり、度々悲恋として自身の恋を終えている。その一方で第1シリーズでは柏木刑事、第2、第3シリーズでは馬場先生から好意を寄せられているが、自身はほとんど相手にしていない。
喧嘩以外の特技として気配を消すことに長けており、毎シリーズ必ずといってよいほど生徒たちから恐れられている。また、彼女が生徒たちがいないところで怒っても、怒られた生徒たちは殺気を感じるらしい。
趣味特技は護身術（空手・柔道）、かるた、カラオケである。
赤銅での番外エピソードとして、度々弱者から暴力やかつあげを行うチンピラたちを倒すために赤銅仮面に扮装して助ける。倉木と本城も学園祭で自身に助けられたものの、すぐに正体を見破っている。
卒業式では毎回袴を着るように大江戸一家の若い衆たちに薦められ袴をプレゼントされるものの、毎回卒業式直前にピンチに遭った教え子たちを取り戻しに行く羽目になるためなかなか袴に着替える暇がなく、結局は普段着のまま卒業式に出ることとなってしまう（しかし第1シリーズでの卒業式では、最初から最後までずっとジャージ姿で通した）。
猿渡 五郎〈47 → 49 → 52〉
演 - 生瀬勝久
白金学院高校教頭 → 白金学院高校校長 → 黒銀学院高校教頭 → やんばる学院高校教員 → 赤銅学院高校教頭 → 赤銅学院高校校長。
立派なリーゼントが特徴。リーゼントは固く第2シリーズの理事長兼校長の黒川が飛ばした紙飛行機が突き刺さる。
どんな生徒が相手でも妥協を一切許さないとても厳しい性格（自身がとても厳しい性格なのは白金学院の理事長である父親が同校の名誉や世間体を気にする冷めた性格であり、しかも将来はその白金を継ごうと必死に張り切っているからである）なため問題ばかり起こす生徒は退学にしようと考えているほどだが、実は恐妻家であり、妻のさち子には頭が上がらない。第1シリーズでは、問題を起こしてばかりの3-Dを目の敵にする久美子の天敵であり、それに次期校長の座を狙っている。最初は久美子の素性も全く知らなかったが、第1シリーズ最終回にて彼女の素性が世間に知られたことをきっかけに初めて彼女の素性を知った。第2シリーズでは手違いで久美子を黒銀学院高校に採用してしまい、久美子の素性を周囲には内緒にしている（もし久美子の素性がバレたら彼女と共に自身もクビになってしまうため）。自身が久美子の素性を途中で知りながら白金の校長になっても彼女をクビにしなかったのは、彼女ならどんな不良生徒たちでも牛耳れるということまでよく知っていたからである。父親は白金学院の理事長。
第1シリーズでは教師歴23年のベテラン教師ではあったが受講料の入った集金袋を落とし、それをうっかり忘れたりなどのミスをしたりするなどのいい加減な一面もあった（その集金袋は3-Dの熊井にくすねられた）。
第1シリーズの卒業スペシャル終盤では教育委員会に異動となって白金学院の校長を退職した白川の後任として同校の校長に昇進し、やっと念願が叶って校長の座を獲得することができた（第2シリーズにて黒銀学院高校に赴任した際には教頭に就任した）。
将来は父親が経営する白金学院を継ごうと必死に張り切っていたが、父親との間に深刻な確執が生じていたことをきっかけに白金が父親の代で廃校となり、第2シリーズにてやむを得ず黒銀学院高校に赴任し、その時には教頭に就任した。第3シリーズで赤銅学院高校に赴任してからもずっと教頭のままであった。白金学院高校および黒銀学院高校の教師陣の中で一番久美子の影響を受けており、黒銀学院をたった1年で自主退職し、彼女と偶然一緒に沖縄のやんばる学院高校に赴任した（もし黒銀学院で成功すれば4月から同校の校長に昇進だと第1話で理事長から宣言されていたが、同校を自主退職したため校長昇進の件は白紙に戻った）。名前の読み方は「さわたり」だが、第2シリーズ以降3-Dの生徒には「さるわたり」と呼ばれている（第1シーズンでは3-Dから普通に「教頭」と呼ばれていたため「さるわたり」と呼ばれることはなかった）。
第3シリーズではやんばる学院の廃校後、久美子を沖縄に置き去りにして東京へ戻り、これまでに白金学院と黒銀学院の不良生徒たちを更生させて立派に卒業させたという実績（本当は久美子のことである）を赤銅学院高校に買われ同校に赴任する。赤銅学院に赴任してからはまず出だしで久美子の姿を模倣して3-Dの担任をしようとしたが、結局返り討ちに遭い失敗する。クラスの更生と自身のクビを免れるために沖縄まで行ってそこに滞在中の久美子に担任を申し込み、そして彼女を東京まで連れ戻して赤銅に採用し、3-Dの担任にする。前作同様に久美子の素性を周囲には内緒している。
全シリーズ通して朝会などで久美子と言い合いと至近距離でにらみ合うのが定番。熊井とも久美子と同じくにらみ合う。しかし嫌味ながらも久美子のことを放っておけず、シリーズを追うごとに3-Dの生徒のために全力を尽くす彼女の理解者として全シリーズ最終回において何らかの形で助けている。また、熊井に対しても子供が生まれた際に出産祝いをするなど優しい面もある。
妻帯者であるが、全シリーズを通してキャバクラに通う習慣があり、キャバ嬢たちからは「五郎ちゃん」と呼ばれている。また、第2シリーズでは鰐淵先生から好意を寄せられているが、猿渡本人は彼女のことを若干避けつつあった。
第3シリーズ卒業スペシャルでも久美子との意地の張り合いは続いており、度々久美子の教え子である3-Dを見下す様子が見られたが、「“人は変われる”嘘じゃないかもしれない」とつぶやくなど彼らなりに更生しようと努力を惜しまなかったことは認めている。終盤では就職内定取り消しに悩んでいた風間と倉木のために様々な会社に面接の許可をもらうために懸命に努めていた。その後の新学期には、白金時代以来の校長の座を獲得した。
3-Dの生徒たちに対しては主要生徒以外の生徒に対してもかなり厳しく、第2シリーズ第1話では3-Dの主要生徒以外の坂口とやり合っている場面があった（坂口は自身に殴りかかろうとしては久美子に阻止され、それから3-Dの教室のほうへ去っていった）。
白金学院高校を経営する父親の息子として生まれ、大人になって高校教師となってから父親の経営する白金学院に勤務し、将来はその白金を継ごうと必死に張り切っていた。そのため白金の教頭になってからは次期校長の座を狙っており、最終的には白金の校長に昇進した。しかし白金は問題児の多い高校となって名誉が傷付いたことや、自身が久美子の素性を途中で知りながら校長になっても彼女をクビにしなかったことなどがきっかけで父との間に確執が生まれ、そのため白金は父の代で廃校となった。

### 任侠集団・大江戸一家
黒田 龍一郎〈70 → 73 → 76〉
演 - 宇津井健（特別出演）
久美子の母方の祖父で、久美子の母親の実父。大江戸一家3代目組長。
温厚な性格で、久美子に義理人情と本当の強さを教えた。久美子に4代目を継ぐことを押し付けず、自分の好きな道を歩んでほしいと思い、教師としてがむしゃらに頑張る久美子をいつも暖かく見守っている。
生徒が起こしたトラブルに悩む久美子に度々厳しい評価をする一方、双方の意見に寄り添ったアドバイスをすることで生徒との和解や久美子の成長にも繋がっている。
妻を早くに病で亡くし、1人娘で久美子の母を男手一つで育ててきた。娘は教師であった久美子の父と結婚し、孫の久美子を授かったが、久美子が7歳の時に娘夫婦は交通事故で亡くなり、その後久美子を引き取って親代わりに育ててきた。
第2シリーズ第6話にて竜と隼人に久美子が自身の孫だということがバレた際には彼女から大江戸一座の座長と称された。
第2シリーズ第8話では教え子の熊井の店の権利書を取り返すために悪質な地上げ屋の事務所に乗り込んだ久美子の後を追って自ら事務所に出向き、久美子を強襲しようとしたチンピラから木刀を奪い取り、地上げ屋の代表と話をつけて権利書を取り返した。
若松 弘三〈42 → 45 → 48〉
演 - 阿南健治
大江戸一家若頭代理。
既婚者で、一女の父。第1シリーズにおいて娘の授業参観のために任侠肌の一面を捨てて一般人になりきったが、その外見の面白可笑しさから久美子たちに笑われていた。久美子のことを次期大江戸一家4代目と呼ぶ。
第2シリーズ第6話にて竜と隼人に久美子が大江戸一家の孫だということがバレた際には彼女から女形の若松（大江戸一家を大江戸一座と称して）と称された。
本来であれば血縁者の久美子が若頭であるが高校教師を務めているため便宜上、若頭代理にしている。
朝倉 てつ〈26 → 29 → 32〉
演 - 金子賢
大江戸一家舎弟。若頭代理補佐。久美子より年上だが彼女の舎弟であるため彼女を一目置いて慕っている（原作では久美子より年下）。
ミノルと共に的屋を営み、たこ焼きの出店を出している。久美子に惚れており、役に立ちたいと頑張るが相手にされないことが多い。
大江戸一家の人物の中では特に短気で喧嘩っ早く、久美子と話す人が久美子へのタメ口や大江戸一家の悪口を話すと変顔をしたり嫉妬心からすぐに怒ってしまい、若松に一喝されることが多い。
久美子に怒られると耳を塞ぐか、ミノルにツッコミを入れる。
第1シリーズでは球技大会のアドバイスや即席で応援団結成となった3-D生徒の応援練習を見学に来たりと頻繁に白金学院に顔を出していたが、第2シリーズ以降は学校に顔を出すことはなくなった。
また、第1シリーズでは正体がバレて教師を辞めようとした久美子に4代目を継いでほしいと自ら頭を下げたが、龍一郎の諭しと教師として必死に生徒たちを守る久美子の真っ直ぐな姿を見て考えを改めて以降は彼女を暖かく見守っていく。
女運に恵まれているのか、第1シリーズでは藤山先生、第2シリーズ（第5話以降）では白鳥先生、第3シリーズでは鮎川先生（第5話以降）といったマドンナ系の美女にそれぞれ好意を寄せられていたが、肝心の久美子からは想いを気づかれていない。
口ひげが特徴だが、第1シリーズの第10話でお見合いを進める久美子を見て焦りを感じ、ひげを剃る（その姿に久美子からも「その方が似合っている」と好感を持たれた）。
第2シリーズ第6話にて竜と隼人に久美子が大江戸一家の孫だということがバレた際には彼女から花形のてつ（大江戸一家を大江戸一座と称して）と称された。
達川 ミノル〈22 → 25 → 28〉
演 - 内山信二
大江戸一家の若い衆、久美子の舎弟。
悪い男ではないが、和やかな雰囲気になっている最中に空気の読めない言動で、久美子やてつの怒りをたびたび買っては頭を叩かれたりプロレス技をかけられて息の根をめられそうになっている。
てつと共に的屋を営み、たこ焼きの出店を出している。
第2シリーズ第6話では屋台で酒を飲んで酔っ払って動けなくなった所を竜と隼人に運ばれたことが原因で久美子が大江戸一家の孫であることがバレてしまい、その際に久美子からは大道具のミノル（大江戸一家を大江戸一座と称して）と称された。
第3シリーズでは鷹野先生に「ペットの犬に似ているから」という理由で気に入られていた。
なお、演者の関係上てつとミノルの容姿は原作と逆になっている。
菅原 誠〈32 → 35 → 38〉
演 - 両國宏（第1シリーズでは本名の村田宏名義）
大江戸一家舎弟。久美子の舎弟（てつと共に久美子より年上だが彼女の舎弟である）。
とても強面だが、てつやミノルとは違って実直で真面目。若松若頭代理の側近。優しい一面を持ち、龍一郎を師と仰いでやまないが、影は非常に薄い。
第2シリーズ第6話にて竜と隼人に久美子が大江戸一家の孫だということがバレた際には彼女から大江戸一座の役者と称された。
ドラマ版のオリジナルキャラクターであり、原作には登場していない。

### その他
熊井輝夫〈18 → 20 → 23〉
演 - 脇知弘
通称・クマ。全シリーズ通して久美子が唯一生徒をあだ名で呼んでいる人物である（第1シリーズにて当初は熊井と呼んでいたが、第2話以降からはずっとクマと呼んでいる）。
久美子の白金学院時代の教え子で、教え子の中では全シリーズに唯一登場している。短い金髪で2年のときは赤毛だった。実家はラーメン屋であり、妹と弟がいる。妹と弟は自身が小学生の頃に生まれ、そのため自身が高校生の頃は小学生だった。
高校時代はクラスのムードメーカー的存在であり、それに3-Dの生徒たちの中では唯一肥満体型でいつも何かを食べていた。猿渡が落とした受験料をくすねたことで白金を退学させられそうになったが、久美子に活を入れられつつも彼女の機転で退学を免れた経緯があり、卒業してからも頭の上がらない存在である。一見強面な外見だが、上記の理由からいち早く久美子を認めてからは協力を惜しまないなど人懐っこく気の良い人物。落ちこぼれであって勉強もろくにできないため成績は3ｰDのクラスで最下位であり、そのため漢字で「上等」を書く際「等」の竹冠を草冠と書き間違えたり、最終回で3-Dがヤンクミを守るために全員で退学届を提出したのに自身だけ全てひらがなだったりしたほどである。それに肥満体型な上にとても短気で喧嘩っ早いが喧嘩はとても弱く、しかも1人では喧嘩ができないため大抵はいつも慎たちとつるんでいるだけのことが多い。3-Dの間では慎と内山、南、野田と強い絆で結ばれた仲間であり、特に慎とは小学校時代からの親友であって大の仲良しであり、自身よりとても勉強やスポーツができて喧嘩も強い彼のことを同学年でありながら一目置いている。第2シリーズ以降、黒銀3-Dや赤銅3-D生徒たちのよき兄貴分かつ相談役として慕われている。また時たま自らが作ったラーメンや餃子などを久美子や生徒たちに無償で御馳走している。
ラーメン屋の長男として生まれ、自身が長男であるということを理由に父親からは将来はラーメン屋を継げと小さい頃からずっと言われ続けてきた。しかし当初は父親のラーメン屋を継ぐ気が全く無く、事あるごとに父と口喧嘩ばかりしていたが、父の急死後は自身が受け継がねばならない現状を受け入れ、高校卒業後は調理師学校に進学し、卒業後は実家の熊井ラーメンを継いだ。
第1シリーズではとても短気で喧嘩っ早い不良少年（久美子が自分たち3-Dの担任となってから彼女に対して最初にキレかかり、そしてさらには彼女に野球ボールを投げ付けたほどである）であったが、第2シリーズ以降に社会人となってからは久美子の生徒たちに先輩らしい的確なアドバイスをするなど立派に成長する。また、1話では竜が仲間から30万円の借金をしていると久美子を騙してお金を30万円もらい、その中の1万円を出前代金に使用したのを知った際は、竜を諭し改心するきっかけを作った他、8話では熊井ラーメンが地上げ屋の標的にされ激しい嫌がらせを受けるも、父が身を削って必死に守ってきた店を守り抜くために隼人と共に奮闘した。第3シリーズでは生徒たちが郷田との喧嘩（乱闘）に向かう現場を目撃した際に大江戸一家と久美子に通報し、騒動解決につなげる場面が多い。
第3シリーズでは、初恋の相手である森崎亜美と結婚。長女・奈々が誕生し、一児の父となった。第2シリーズは登場しなかった回もあったが、第3シリーズには全話通して登場した。また10話では、久美子の強さの秘訣を知ろうと追いかけていた緒方たちに弾みで大江戸一家の場所を教えてしまい、久美子の素性がバレてしまった。
大江戸一家と同様、妻と共に久美子を敬い彼女の導きで成長しつつある生徒たちを厳しくも暖かく見守っており、彼らの心の支えとなっている。

### 第1シリーズ

#### 白金学院高校3年D組（S1）
久美子が教師になって最初に担任した生徒たち。他の教師に匙を投げられ自堕落な毎日を過ごしていたが、久美子との学園生活を通じてそれまでの自分たちを恥じ、本気で将来について考え更生・卒業へすすんでいくこととなる。なお、原作では3年4組となっており、主要生徒である沢田慎、内山春彦、熊井輝夫、野田猛、南陽一の5人は原作にも登場している。その3-Dの生徒の中ではトップの慎のみ唯一成績優秀な生徒であるため3-Dを目の敵にする猿渡も彼にだけは多少のことでも目をつぶっている（しかし、2話で慎と南が殴り合いの喧嘩をした際は、慎だけに反省文を書かせたりするなど厳しく接していた）。
主要生徒たちの家族は登場するが（ただし南陽一のみ家族が登場していない）、主要生徒以外の生徒たちの中では毛利研一のみ家族が登場した（第7話での三者面談の場面にて毛利の母が登場した）。
第6話に登場した結城正人のみ3ｰDの生徒たちの中で唯一の不登校生徒であり、しかも彼は球技大会当日のみ登校してその球技大会に参加し、その後自ら2年生に落第したため3ｰDの生徒ではなくなった。
沢田 慎
演 - 松本潤
3年D組のリーダー格。クールで頭脳明晰であり、3-Dの生徒たちの中では唯一学業成績も非常に優秀（中間テストの英語で100点を取り、卒業スペシャルにて後述のようにダブル合格したほどである）でスポーツ万能な美少年。成績は3ｰDのクラスで1位であり、しかも3ｰDのトップであるため喧嘩も3ｰDの生徒たちの中で一番強い。1年生の1学期までは有名進学校である中央学園高校に在学していたが、そこで一方的に喫煙を疑われたクラスの友達を傷つけた担任の教師を殴りつけて退学処分となり、それを機に1年生の2学期に白金学院に転校してグレ始めた。その威光から白金の不良生徒たちからも一目置かれており（第1話では始業式の日に遅刻して体育館へ入った瞬間に他の生徒たち全員が静まり返った）、それだけでなく人望や信頼も厚い。
1年の2学期に白金に転校してからすぐにグレて1年の不良生徒たちの中でトップを張って問題ばかり起こして退学になりかけるが、根は優秀な生徒であるために3-Dの生徒たちを目の敵にする猿渡も慎にだけは特別に見逃していることや、校長の白川が生徒の退学には反対していることなどでいくら問題を起こしても退学にならずに済んでいる。
昔からとても勉強ができて成績が優秀であり、そのため中央学園高校に進学できて父親からも期待されるほどだったが、その中央学園を退学になってグレたのがきっかけで勘当されて以降は一人暮らしをしている（全主要生徒の中で唯一）。
無口でぶっきらぼうだが、仲間思いで、よく周りを気にかけたり、仲間の気持ちを代弁することもあり、久美子の祖父・黒田龍一郎にも認められるほどである。また、友情には人一倍熱く、スペシャルでクラスの仲が険悪になった際にも、全員で卒業するために奮闘した。基本的にはクールな性格であり、何の理由も無く喧嘩をするような人間ではない。
熊井とは小学校時代からの親友であり、白金学院に転校してから彼と偶然再会し、それに同じクラスになったためいつも共に行動するようになった。
異性に対する興味はないが妹思いで、出来心で賭博場へ来てしまった妹のなつみを守るために敢えて逃がし、自身が警察に捕まってしまったこともある。前述の退学処分以降は代議士の父とは仲が悪かったが、彼に頭を下げて退学を思いとどまるように頼み込み、その中で久美子や3-Dからの厚い人望を知らされ和解することができた。
以前在籍していた学校での出来事から、教師に深い不信を抱いており久美子と対立するが、生徒と真正面から向き合う彼女の姿をみて次第に感化され、3-Dの中では第3話でようやく「ヤンクミ」と呼ぶようになる。久美子が携帯電話を落としたことがきっかけで彼女の正体が大江戸一家の孫であることを知り、幾度となく手を貸す。大江戸一家にも度々足を運び、若松からは「慎の字」と呼ばれたりもする。
次第に久美子に好意を抱くようになり、最終話では篠原たちを前にライバル宣言をしている。
先述のように3-Dの生徒たちの中で一番喧嘩が強いが基本的にはクールな性格であるため教室での場面ではいつも自分1人だけただ黙って席に座って一同を睨んでいるだけであり、それに浮かれている他の生徒たちや久美子に突っ込みを入れたりする。そして生徒たちが食事をする場面では自分は何も食べずただ缶コーヒーを飲んでいるだけのことが多く、そのため第1話でそれを見ていた久美子から「ちゃんと食べてる？ もしかして缶コーヒーだけ？」と問いただされた。
卒業スペシャルでは、慶應義塾大学経済学部と早稲田大学政治経済学部にダブル合格し（白金学院では大金星的存在かつ初の快挙）、卒業生代表に選ばれる。しかし熊井たちが自分の目標を持っていることに対し自身は何も目標を持っておらず、そんな自分自身を見つめ直すためにせっかく合格した2つの大学を蹴って（本人曰く「親父に対する意地を見せたかった」）井戸掘りのボランティアとしてアフリカへ渡る。卒業旅行前から南の家庭での事情を知っていた。
今作の主要生徒でリーダー格だが、劇場版には登場しなかった。
内山 春彦
演 - 小栗旬
通称・うっちー。
血の気が多い金髪。慎の代わりに3年D組のリーダーシップをとることもある（慎が1年生の2学期に白金に転校して来るまでは1年でトップを張っていた）。幼い頃に父を病で亡くし、母により女手一つで育てられた。そのため自宅は母子家庭であってあまり裕福ではないが、2人仲良く暮らしている。とても短気で喧嘩っ早い不良少年だがその反面母親想いであり、捨て犬を可愛がり、その犬を虐待した寺泊を退学覚悟で殴るなど正義感の強い一面も持っている。それ故、信頼している人間が傷つくことを嫌っていて川嶋が義理の息子・裕太を無理やり帰した時や、親友の黒崎を一方的に切り捨てた岩本には怒りを露わにしたこともあった。母親は彼の卒業を願っていたものの過労で倒れたことから「退学し就職する」と考えたが、久美子に説得され卒業を決意する。第11話で熊井と他の仲間と共に連続殺人犯を取り押さえる際、彼の声にウルトラマンの掛け声（中曽根雅夫）の音声が使われた。
大のロック好きなためいつもギターを持ち歩いている。
卒業SPでは、建築士を目指し、菱山工務店に就職が内定していたが、後述する対立していた野田たちを含め一部のクラスメイトが看板を壊し反抗的な態度を取ったトラブルにより内定が取り消しになってしまい、このことが仲間割れした3年D組を和解させるきっかけの一つとなる。金髪から黒髪になっている。劇場版にも登場。
南 陽一
演 - 石垣佑磨
合コン好きで女好き。性格は軽い上にとても短気で喧嘩っ早いが、仲間想いで義に厚い硬派。2年生の時、安部や熊井と共に結城をいじめて不登校の原因を作ったことを後悔していたが、球技大会で和解した。
大学進学が決まっていたが、父親の会社が倒産し進学を断念。そのことを慎を除く3年D組には卒業旅行後まで隠し気丈に振る舞い「家族でオーストラリアに行く」と嘘をつき卒業式前までクラスの前に現れなかった。現在は再建した父親の会社を手伝っている。劇場版にも登場。
自身の家族は一度も登場しておらず、家族構成は明かされていない（原作では小学生である弟がいることが明かされている）。
野田 猛
演 - 成宮寛貴
おしゃれで、アヒルの携帯ストラップ、首のスカーフがトレードマーク。またコンピュータが得意。不貞腐れると、仲間であっても憂さ晴らしに当たり散らして後述するトラブルにつながったこともあったが根は良い。藤山に想いを寄せており、それをきっかけに英語だけを熱心に勉強しているため成績は3ｰDのクラスでは1位の慎に次いで2位である。1度振られたことで彼女がホステスをしていたことを密告するが、久美子からの一喝と事態が大きくなったことから自分の非を反省して彼女が退職させられそうになった時、そのことを免れるための条件を果たすため奮闘し和解した。
卒業SPでは、美術大学を目指すが不合格。このことで上杉、大石、蒲生、島津、仙石、細川、堀部とともに他の3-Dメンバーに八つ当たりをした挙句、皮肉や嫌味を言って慎に殴られたことでクラスの仲間割れを招くこととなる。卒業式前に慎や久美子に説得されるも逃走。しかし、前述する内山内定取り消しを聞いて菱山工務店に駆け込んだことで和解。卒業後は通信制へ通うことを決意。劇場版にも登場。
原作では姉がいることが明かされている。
生徒一覧
1. 明智潤 - 河合潤
2. 今川耕平 - 港耕平
3. 上杉紘樹 - 岡部紘樹
4. 内山春彦 - 小栗旬
5. 大石雄輔 - 上地雄輔
6. 大内政行 - 泉政行
7. 織田浩司 - 金沢浩司
8. 蒲生蓮 - 松沢蓮
9. 熊井輝夫 - 脇知弘
10. 沢田慎 - 松本潤
11. 島津栄基 - 北村栄基
12. 仙石龍二 - 載寧龍二
13. 武田翔 - 冨田翔
14. 近松樹央 - 富田樹央
15. 野田猛 - 成宮寛貴
16. 間仁 - 佐々木仁
17. 服部正文 - 畠中正文
18. 藤原勝隆 - 古畑勝隆
19. 北条祐也 - 西川祐也
20. 細川浩巳 - 長山浩巳
21. 堀部亮治 - 森本亮治
22. 前田真吾 - 八代真吾
23. 松平尊允 - 小野寺尊允
24. 南陽一 - 石垣佑磨
25. 毛利研一 - 松山ケンイチ
26. 柳生有統 - 西谷有統
27. 結城正人 - ウエンツ瑛士

5人の主要生徒（慎・内山・熊井・野田・南）は原作にも登場しているが、それ以外の生徒全員はドラマ版のオリジナル人物である。主要生徒と結城正人以外の名前は演者自身のものとなっている。

#### 教職員（S1）
藤山 静香〈25〉
演 - 伊東美咲
3年C組担任の英語教師。
久美子と共に白金学院に赴任した美貌と美脚とスタイルにかなり自信がある美人教師。生徒たちの人気者であり、3年D組の生徒たち（慎以外）も英語の授業はまともに受けている。教師という仕事に夢を持っておらず、久美子の生徒への熱い教育姿勢を半ば冷めた目で見ている。アルバイトでホステスをしていたが、野田の猿渡への密告によって学校および保護者に発覚しクビになる所だったが、久美子と3年D組の協力で何とかクビは免れ、いずれは辞めてもいいと考えていた教職に再び情熱を燃やす。野田に想いを寄せられているが、本人はてつに一目惚れし、想いを寄せている。
原作では音楽の先生である。
川嶋 菊乃〈26〉
演 - 中澤裕子
養護教諭。
元ヤンキーであり、それに関西で生まれ育ったために関西弁でしゃべる。久美子の性格や言葉遣いからして彼女を最初は自身と同じく元ヤンキーだと思っており、第1話では「面白いのが来た」と発言していた（久美子の素性を初めて知ったのは最終回で彼女の素性が世間にバレて大騒ぎになった時である）。白金学院の情報を知り尽くし、久美子のよき相談相手。バツイチの夫と若くして結婚し、夫の連れ子である裕太の義母となったが、夫には早くに先立たれ未亡人となった。自身の義理の息子の裕太は自身のことを慕っており、第8話にて登場して自身に会いに白金学院へやってきた。その裕太を久美子に預け、彼はその久美子の実家である大江戸一家に寝泊まりすることとなり、その際に彼は久美子の素性を自身より一足早く知った。結城や後のシリーズに登場する久美子の教え子以外で久美子を「ヤンクミ」と呼ぶ数少ない人物でもある。
ドラマ版のオリジナルキャラクターであり、原作には登場していない。
鷲尾 寛治〈42〉
演 - 斉藤暁
学年主任兼3年A組担任の国語教師。
いつも猿渡をヨイショをするいわば「腰巾着」である、猿渡の側近。猿渡と同様、3年D組の生徒を排除したいと思っているが、最終回で3-Dを評価した。私生活ではバツイチで、子供はいない。白金学院高校の猿渡の次期教頭の座を狙っている。
内山の母が勤務する結婚相談所に駆け込み、結婚相手を探している。
第1シリーズラストのスペシャル版で猿渡が校長に昇進したことに伴ってついに教頭に就任し、やっと念願が叶って教頭の座を獲得することができた。
ドラマ版のオリジナルキャラクターであり、原作には登場していない。
安藤 治〈50〉
演 - なべおさみ
現代社会教師。他の教師同様、猿渡に特別媚を売ったりはしないが、基本的には自分のことしか考えず、使えない教師と周囲から思われている。気弱で影が薄く、3年D組の生徒がただ廊下を歩くだけで端に寄る。
前年度に担任を持っていたクラスに結城正人がいた。
ドラマ版のオリジナルキャラクターであり、原作には登場していない。
岩本 康平〈35〉
演 - 甲本雅裕
3年B組担任の保健体育教師。
バレーボール部の顧問。小心者でかつて慎と内山の親友でありバレーボール部員だった黒崎を守れないまま退学させてしまうが、後に和解する。広島弁のような古風な口調で話す。
原作では学年主任もしている。
大山 はじめ〈27〉
演 - 大隈いちろう
生物教師。安藤同様自分のことしか考えていない上、性格が悪い。3年D組を半ば虫けらのように考えて見下している。ハムスターを飼っている。
ドラマ版のオリジナルキャラクターであり、原作には登場していない。
白川 権三〈65〉
演 - 田山涼成
白金学院高校の校長。
全シリーズを通して最初に久美子の素性を知る人物。第1シリーズ開始時点で、既に久美子の素性を知っていた（久美子の素性を一体どこで知ったのかは不明である）。久美子の素性が分かったら普通は彼女をクビにせざるを得ないのだが、「この人なら白金学院を変えてくれる気がする」と言って彼女をクビにせず白金学院に採用し、3年D組の担任にする。そのため久美子の素性を周囲には内緒にしており、常に彼女の素性がバレないか彼女を気遣っている（もし久美子の素性がバレたら自身も彼女と共にクビになってしまうため）。自身が久美子の素性を知っていながら彼女をクビにせず白金に採用して3-Dの担任にしたのは、彼女ならどんな不良生徒たちでも上手く牛耳れるということも最初からよく知っていたからである。
生徒を退学させることにはとても反対しており、そのため問題ばかり起こす3年D組の生徒たちを猿渡や鷲尾が退学させようとしてもそうならないのは、そんな自身の存在があるからである。
一応真面目なキャラクターではあるが、教頭で次期校長の座を狙っている猿渡とは違ってどんな教師や生徒が相手でも威厳を一切見せない非常に穏やかな性格であり、しかも始業式などの際に椅子に座って居眠りしたりするなどのだらしない一面もある。それにいつもは上からジャンパーを羽織って植物や花壇の手入れを行ったりしている。
猿渡の作った英語のテストにおいて、出題ミスをみつけ、藤山の窮地を救った。
第1シリーズ最終回では久美子の素性が世間にバレて大騒ぎとなり、彼女の素性を知っていながら彼女を白金に採用した自身も彼女と共にクビになる所だったが、猿渡の手助けにより彼女のクビは免れ、それと同時に自身のクビも免れた。
第1シリーズスペシャル版の終盤で教育委員会への異動となり白金学院の校長を退職し、その後任として猿渡が同校の校長に昇進した。
原作では容姿も性格も正反対（原作では非常に小柄で露出癖がある）であり、自身の兄が白金学院の理事長となっている。
猿渡 憲太郎
演 - 平泉成
白金学院の理事長であり、猿渡五郎の父。同校には校長の白川がいるため11話までは登場することがなかったが、最終回にて久美子の素性が世間にバレて大騒ぎになったことを聞いて初めて登場し、彼女をクビにしようと考える。白金の名誉と世間体を気にする冷めた性格なため3-Dを「世間の恥」と考えており（息子の五郎がとても厳しい性格なのは自身がそういう性格だからである）、そのため白金の教師たちから一目置かれている。最終話の教育シンポジウムの会で、五郎が久美子のクビに異議申し立てをした際は、「今回は勘弁してやる。だが、このままでは済まさんぞ」と五郎に言い残し、最終的に久美子のクビを見送りにしたものの、最後まで考えを改めることはなかった（本来なら久美子をクビにし、そして彼女の素性を知っていながら彼女を白金に採用した白川校長も同時にクビにする所だった）。その後白金学院を五郎に継がせず自身の代で廃校にする。
若い頃に白金学院高校を立ち上げて長年ずっと経営し、大人になって高校教師となった息子の五郎を自身が経営する白金に受け入れ、将来は白金を五郎に継がせようと考えていた。しかし白金は問題児が多くなって名誉が傷付いたことや、五郎が久美子の素性を途中で知りながら校長になっても彼女をクビにしなかったことなどをきっかけに五郎との間に確執が生じ、それが元で白金を五郎に継がせず自身の代で廃校とした。
一応白金学院の理事長ではあるが、第2シリーズの黒銀学院や第3シリーズの赤銅学院とは違って白金には校長がいるため登場したのは最終回のみであり、そのためゲスト扱いとなっている。
ドラマ版のオリジナルキャラクターであり、原作には登場していない（白川校長の兄が理事長であるため）。

#### 警視庁環六警察署（S1）
篠原 智也〈30〉
演 - 沢村一樹
警視庁環六警察署生活安全課少年係。警部補の刑事。ヤンクミの片思いの相手。
久美子が通勤バスで一目惚れするが、任侠集団と敵同志のため叶わぬ恋であった。しかし彼自身も久美子に対して満更でもなく、彼女にサボテンをプレゼントしたこともある。久美子を気にかけている描写があり、てつからライバル宣言を受けると、「望むところです」と返答した。
名前を知るまでの久美子からの呼び名は「桜坂下様」（ヤンクミが初めて出会ったバス停の名前から）。
原作では黒田一家の顧問弁護士である。
演じた沢村一樹はその後劇場版にて黒瀬健太郎役で久々に登場した。
柏木 豊〈25〉
演 - 坂田聡
警視庁環六警察署生活安全課少年係の刑事。
黒いサングラスをかけている。久美子に惚れ込んでおり、積極的にアプローチをしているが相手にされず、空回りしている。学生時代は応援団だった。父親を亡くしたショックで学校に行かず繁華街をうろうろしていたクマを目撃したことを久美子に伝えるなど地味ながらも活躍する。
第1シーズン最終回で久美子の素性を知り、任侠集団と敵同志の叶わぬ恋と知るも、久美子のことは諦めていない様子。第2シリーズでも猿渡が持ってきた見合い写真で登場している。
「タンブリング」でも同名の教師が出演している。
松嶋 純一郎
警視庁環六警察署署長。階級は警視。
白金学院高校3年D組が解決した、白金町連続ひったくり犯現行犯逮捕や指名手配中の連続強盗殺人犯の現行犯逮捕の感謝状にて名前が表記されている。

#### ゲスト（S1）

##### 第2話（S1）
あゆみ
演 - 加藤明日美
南とつきあっていたが、実際は荒高（あらこう）の渡辺と付き合っており、南に二股をかけていた。ただし、二股をかけていたことを謝罪しているため、彼女自身も悪気はなかった模様。
渡辺
演 - 田中幸太朗
荒高の不良のリーダー格。第2シリーズに登場した渋谷たちや第3シリーズに登場した国村たちや間宮たちの先輩である。自分の彼女・あゆみと付き合っていた南に対し「落とし前を付けろ」と言い、子分たちに暴行を加えさせたが、駆け付けた久美子の怒りに恐れをなして撤退した。そのため、歴代の荒高リーダー格の中で唯一久美子と戦わなかった。

##### 第3話（S1）
内山 さゆり
演 - 朝加真由美（第7話）
内山の母。夫を早くに病で亡くし、女手一つで息子の春彦を育ててきた。昼は食堂「宝勝」で働き、夜は弁当工場で働いている。息子には高校をちゃんと卒業してほしいと願っており、一方的に息子を罵倒する寺泊の母に「うちの子は理由もなく人様を殴る子じゃない」と反論するなど、至って息子思いな母親である。また、病弱で、時々体調を崩すこともある。三者面談のときに、結婚相談所で働き始めたと久美子に話し、お見合いビデオを渡した。
ドラマ版のオリジナルキャラクター。
寺泊 優一
演 - 藤間宇宙
3年A組。全国作文コンクールで入賞するほどの優等生だが、実は陰で動物を虐待している。内山が可愛がっていた捨て犬を小学生の目の前でいじめていたことで内山に殴られ、全治一週間の怪我を負う。その件で内山が処分されそうになるが、その小学生たちを伴った久美子から動物虐待は犯罪だ、と遠回しに脅される。
寺泊の母
演 - 大島蓉子
子どもに甘く、事情も知らずに相手が悪いと決めつけ、内山のことを「性根が腐っている」と言い放つ。
さつき
演 - 蒲生麻由（第5話）
猿渡が入れあげているキャバクラ「club PARADISE」のホステス。酔った猿渡が店から出てくるところを偶然ヤンクミたちに見られてしまう。
女子小学生
演 - 森本更紗、高田彩香
子犬を可愛がっていたことから内山と仲良くなった二人の女子児童。内山が寺泊の悪行から子犬を救うために殴ったことを久美子に伝えたことで、内山の退学処分が回避される。

##### 第5話（S1）
森崎 亜美
演 - 栗田梨子
桃百合女子学院の生徒。ファミレスで偶然隣り合わせた彼女が熊井のパフェをこぼししまい、彼のズボンを丁寧に拭いてあげたことで熊井が一目惚れする。
神宮寺高校の向井と付き合っており、彼氏の存在を知った熊井も一時はその恋を諦めかけていた。しかし、神宮寺高校の暴行犯グループに襲われたところを熊井が体を張って助け、それが縁で後に熊井と交際し結婚する。
第3シリーズでは準レギュラーになる。
向井
演 - 今市直之(今市隆二の兄)
森崎亜美の彼氏で神宮寺高校の生徒。亜美と付き合っていたが、2人でいるところを同じ高校の暴行犯グループに襲われ、彼女を置き去りにして逃げてしまう。その結果、亜美と別れる。
神宮寺高校の生徒
演 - 新田亮、五十嵐元、半田健人
夜な夜な憂さ晴らしにサラリーマンや大学生などを、集団で無差別に襲っている。自分たちが名門男子校の生徒であることを鼻にかけ、白金の生徒を見下しており、3-Dの柳生も襲っている。
以前から同じ高校の向井が桃百合女子学院の女子生徒と付き合っていることが気に入らず、2人を襲う。助けに入った熊井をボコボコにしているところに怒り心頭の3-Dが乗り込むが、沢田と共に駆けつけ、止めに入った久美子がグループのリーダー格からわざと鉄拳を受ける上での制裁に加え、「てめぇらでやったことは、てめぇらできっちりけじめつけな」と説得され、涙ながらに反省の意を見せる。

##### 第6話（S1）
結城正人
演 - ウエンツ瑛士
3ｰDの生徒。2年生の時に安部から受けたいじめが原因で不登校になり、3年になって新しく担任になった久美子でさえ、球技大会前に安藤にもう一人生徒がいると指摘されるまで彼の存在に気付かなかった。いじめには熊井と南も関わっており、2人からの告白で久美子は結城のいじめの事情を知る。
当初は久美子が自宅を訪ねても「二度と学校には行かない」と言い張っていた。しかし次第に心境の変化が起き、球技大会当日に参加を決意、その活躍で確執のあった熊井や南とも和解する。
大会後、出席日数が足りず退学になりそうになるが、2年生からやり直したいと申し出、前向きに再スタートする。

ドラマ版のオリジナルキャラクター。
結城正人の母
演 - 大塚良重
正人が不登校になり手を焼いている。
安部
演 - 斉藤羅慈
3年C組の生徒の1人。金髪で髪を逆立てている。熊井と南とは2年生の時まで同じクラスだったため大の仲良しであり、いつもつるんでは結城をいじめていた。3-Cのクラスでも不良グループのトップであり、球技大会で結城と再会した際には「生きてたのか」と言いながら彼の足を踏んだり、バスケの試合中にもすれ違いざまに腹を殴るなど反則行為を行う。しかし、それに屈しなかった結城の努力と3-Dの結束力に敗北した。原作には「阿部鶴男」というOBがいる。
3年C組の生徒たち
演 - 伊阪達也、齋藤真一、田中稔久、横山剛
球技大会で優勝したら藤山からキスがプレゼントされる、と張り切って練習する生徒たち。
少女時代の山口久美子
演 - 大後寿々花

##### 第7話（S1）
沢田 なつみ
演 - 市川由衣
沢田慎の妹。兄に会いたいために白金に訪れ、クマたち3-Dや久美子と共にボウリングで楽しんだ。兄・慎と父親の和解を心待ちにしていた。出来心で友人と賭博場へ行ったが、チンピラに絡まれたところを助けた慎を逮捕へと連ねてしまった。後に沢田家に駆けつけた久美子の熱意に心を打たれ、父に真実を話した。
ドラマ版のオリジナルキャラクターであり、原作には登場していない（慎の兄弟が兄と2人という設定のため）。
沢田 正太郎
演 - 西岡徳馬
沢田慎の父。代議士であり、国務大臣や衆議院議員もしている。息子の慎を信じず、娘のなつみばかり信じ、プレッシャーをかけていた（慎は昔からとても勉強ができて成績優秀なためかつては彼を信じていた）。慎が警察に連行された際も、息子を信じてなかったが、久美子と内山たちの熱意によって改心し、環六署へ迎えにいった。卒業SPでは登場しなかったが、早稲田と慶応を蹴った息子の心情を理解して自分の望む道を進ませたことが語られている。
原作では沢田郷という名前であり、それに警視庁刑事部中央局長である。
沢田 今日子
演 - 沖直未
沢田慎の母。ドラマ版のオリジナルキャラクターであり、原作には登場していない（母のことまで明かされていないため）。
熊井 雅子
演 - 須永千重（第11話にも出演）
熊井輝夫の母。夫と共に熊井ラーメンを経営していたが、第11話にて夫を亡くす。
実家のラーメン屋を継ぐことを考えずに問題ばかり起こす輝夫には夫と共にいつも手を焼いていたが、第11話にて夫が亡くなってからは輝夫がラーメン屋を継ぐことを決意し、その時はやっと安心した。
第2シリーズ8話にて再登場する。
原作では熊井さゆりという名前であり、それに夫を早くに亡くして女手1つで輝夫を育ててきたという設定になっている。
野田の父
演 - 俵木藤汰
ドラマ版のオリジナルキャラクターであり、原作には登場していない（父のことまで明かされていないため）。
毛利研一の母
演 - 山口詩史
三者面談の場面にて登場し、久美子にシュークリームを差し入れた。問題ばかり起こす息子の研一にはいつも手を焼いている。
由佳
演 - 越架緒莉
詩織
演 - 土方みなみ

##### 第8話（S1）
川嶋 裕太
演 - 小堀陽貴
川嶋菊乃の義理の息子。実は菊乃の夫の前の妻との間に生まれ、本人もそのことを知っていた。年相応の子供らしい性格だが、久美子や大江戸一家の怒号にも特に恐れないという、肝の据わった一面も見せる。
自身が実父で菊乃の夫が亡くなった際、父方の祖父母に引き取られていたが、祖父母に内緒で菊乃に会いにいくほど彼女を慕っている。大江戸一家や3-Dの生徒と触れ合うも、祖父母に見つかり連れて行かれるが抜け出し、川嶋に「逆上がりができるようになったらまた会う」と言われたため公園で逆上がりの練習をした。その後、久美子の説得された川嶋の熱意によって、再び義母の菊乃と共に暮らすことになった。
自身が生まれてからすぐに両親が離婚して実父に引き取られ、しばらくは実父によって男手一つで育てられるが、その後実父は菊乃と再婚した。しかし実父は菊乃と再婚した直後に亡くなり、その後は自身の祖父母で実父の両親に引き取られた。
白金学院の教職員の親族の中では唯一久美子の素性を知った人物であり、久美子に預けられた際に彼女の実家である大江戸一家に寝泊まりすることとなってから彼女の素性を初めて知った。
川嶋の義父
演 - 前田昌明
川嶋の義母
演 - 貴柴いち子

##### 第9話（S1）
黒崎 裕次
演 - 塚本高史
元白金学院生で元バレーボール部員。慎と内山とは在学時、親友であり、慎からは「黒崎」、内山からは「クロ」と呼ばれている。2年生の時に地区大会前に暴力事件を起こして退学になり、顧問の岩本を恨んでいた。バレーボールの全国大会を潰そうと、3-Dのバレー部員に暴行し、翌日には駆けつけた岩本と、慎と内山も痛めつけたが久美子に敗北し、彼女から叱咤・説得され慎と内山からの励ましで和解する。岩本の話によれば、騒動後は就職活動をしている。

##### 第10話（S1）
猿渡 さち子
演 - 秋山菜津子
猿渡五郎の妻。香水の匂いがキツくて厚化粧。お見合い結婚の手伝いをするのが趣味で、久美子を誘ったこともある。五郎にとっては、恐妻である。
第3シリーズ第10話では久美子から「世話好きの奥様」と呼ばれ、その後の夫婦関係について猿渡を問いただしていたが、猿渡はなぜか激しく落ち込みながらその場を逃げ出していた様子から夫婦関係に何かあったと久美子は察していた。
ドラマ版のオリジナルキャラクターであり、原作には登場していない（妻がいることまで明かされていないため）。
一応猿渡の妻ではあるが、登場したのは今シリーズ第10話のみであり、第2シリーズ以降は一度も登場していない。
伊集院 俊彦
演 - 樋口浩二
英翔学園高校国語科教師。東京大学卒業。猿渡の妻・さち子によって久美子とお見合いをする。英翔生徒の大野の万引きによるトラブルで白金学院の生徒を見下したことから久美子に見限られ、婚約は破談（久美子自身はその前からも伊集院の態度に対して反発する様子があった）。最後まで白金への改心はなかった。
大野
演 - 田中圭
英翔学園高校の生徒。出来心でゲームショップ店からゲームソフトを万引きしてしまい、逃げる途中にクマとぶつかったことで慎たち5人を万引き犯にしてしまう。しかし、ゲームショップ店の監視カメラを調べた篠原・柏木が英翔学園に来たことで、万引きの真犯人であることが判明し、事情聴取を受けた後に退学処分になった模様。
合コンの相手
演 - 中川愛海、桂亜沙美
内山たち5人が白金学院高校の生徒であると知り、嫌がる。当初、内山たちは英翔学園高校の生徒だと言っていたが、後に南をはじめ、他の3-Dの生徒たちが乱入したことでバレてしまう。
ゲームショップ店の店長
演 - 伊沢弘
大野を追った際、彼が落とした盗品のゲームソフトを拾った内山のほか、熊井、野田、南、沢田を犯人呼ばわりする。白金の生徒という理由で因縁を付けた上、逃げていく大野の姿を見た沢田や野田の話にも耳を傾けなかったことで内山の逆鱗に触れ、殴られた。なお、ゲームソフトが帰ってきたことで被害届は出さなかった模様。

##### 第11話（S1）
鬼瓦 銀次
演 - マギー
連続強盗殺人犯。東京23区内を中心に、3人を立て続けに殺害した。沢田たち5人に偶然遭遇し、取り押さえられる（というよりクマが食べようとしたクレープをぶつかって落としてしまい、その仕返しとして熊井や長時間待たされた内山たち4人に叩きのめされた）。しかし不良にビビるなど、本当に凶悪犯かと疑わしい行動が目立つ。登場時は空き巣のような格好だった。
演じたマギーは第2シリーズにて黒銀学院高校の理科教師である猪俣真司の役で再び登場した。
熊井 和雄
演 - 六平直政
熊井の父、熊井ラーメン経営者。餃子を看板メニューとしている。熊井たちが殺人犯をとらえニュースになった直後、お礼として白金の職員室に出前をしにやって来るが、そこで息子の輝夫と鉢合わせして大喧嘩となる。そしてその数日後には輝夫が載った新聞記事のコピーを街中で通行人たちに配り回るが、その翌日に急性の心臓発作を起こし死亡する。その死が喧嘩の絶えなかった輝夫の成長のきっかけとなる。生前は輝夫としばしば喧嘩をしていたものの、輝夫を見守っていた。また、輝夫の仲間からも慕われていた。性格は息子の輝夫のようにとても短気で喧嘩っ早い。
自身のラーメン屋を継ぐことを考えずに問題ばかり起こす輝夫には妻と共にいつも手を焼いていたが、自身が亡くなってから輝夫はラーメン屋を継ぐことを決意し、高校卒業後にラーメン屋を継いだ。
ドラマ版のオリジナルキャラクターであり、原作には登場していない（熊井の父が既に亡くなっている設定のため）。
熊井あや
演 - 吉原沙貴
熊井の妹。小学生。第2シリーズ8話にて違う役者が演じて再登場した。ドラマ版のオリジナルキャラクターであり、原作には登場していない（兄弟がいることまで明かされていないため）。
立花
演 - 福本伸一（最終話にも出演）
「週刊ウェンズデー」編集者で、熱血シリーズの担当記者。久美子の正体を公にした張本人である。事実をありのままに伝えるのが記者としての仕事と言っているが、実際はスクープやスキャンダルには大喜びで寄って来る典型的なパパラッチ気質の人物。3-Dの生徒たちに「結局君たちも暴力か」と煽るような発言した上に「君たちの担任は生徒にまともな言葉遣いも教えられないのかな?」と久美子を侮辱する発言をしたことで、熊井に「ヤンクミに謝れ!」と胸倉を掴まれる（この時、殴られてすらいないのに呼吸が荒くなっていた）。その際に3-Dの生徒たちをチンピラ呼ばわりしたことで久美子の逆鱗に触れるが、3-Dや久美子を侮辱したことに対する謝罪や訂正はなかった。
伊藤
演 - 木村靖司（最終話にも出演）
「週刊ウェンズデー」カメラマン。普段から立花と一緒に行動している。

##### スペシャル（SP1）
若葉
演 - 松本莉緒
卒業旅行先の仲居。このときに内山と気が合い交際、さらにはメールアドレスを交換し合う仲にまでなる。
菱山社長
演 - 金田明夫
内山の就職内定先の菱山工務店社長。内山と対立したクラスメイトの野田たちが菱山工務店の看板を壊したことにより内山の内定を取り消すが、その野田たちが同社に駆け込んで内山と和解したことがきっかけでその内山を同社に採用する。
演じた金田明夫はその後第3シリーズに本城健吾の父親役として出演した。
女子高生
演 - 竹村愛美、木村真依、椛田早紀、星野加奈、岩佐真悠子
3年D組と合コンをする。
1年D組の生徒たち
演 - 伊阪達也、清水良太郎、向悠一、三原伸之、松田祥一、吉田隆太、小谷幸弘
久美子が白金学院で2年目に担任した生徒たち。生徒たちは彼女が1年目に担任していた3年D組の生徒たちと同じく全員不良生徒である。
しかし白金学院はこの1年D組の生徒たちが2年生進級時には廃校となるが、それから一体どうなったのか不明である（担任の久美子は白金が廃校となってからこやぎ保育園で保育士の仕事を始めるが訳あってクビになり、その後黒銀学院へ赴任した）。
この1年D組の生徒の1人を演じた清水良太郎はその後第3シリーズに3年D組の桂良太郎役で出演した。

### 第2シリーズ

#### 黒銀学院高校3年D組（S2）
第2シリーズにて久美子が担任するクラス。前作の白金学院とは違い、優秀な生徒が多い高校であるため他のクラスには不良生徒が1人もおらず、唯一不良生徒ばかりを集めたクラスがこの3-Dのクラスである（前作である白金学院の3-Dの生徒たちの中ではトップの慎のみ唯一成績が優秀な生徒であったが、今作である黒銀学院の3-Dには慎のように成績が優秀な生徒は誰もいない）。初期は久美子から「こやぎ保育園の皆さん以下」と評されていたが、彼女の指導を受けてクラスがまとまってからは情に厚く責任感の強い面を見せるようになる。第7話で自分たちが喧嘩沙汰を起こして採用面接が取り消されてしまい、事の重大さを痛感した主要生徒5人が「絶対に喧嘩をしない」という約束を久美子と交わしてからは、挑発されても受け流したり暴力を振るわれても反撃せずに耐え続けるなど、クラス全員が問題を起こさないために意識するようになった。卒業式の閉会後は退場前にクラス全員で在校生や教員を含む出席者全員に感謝を述べた。
3-Dの主要生徒は小田切竜、矢吹隼人、土屋光、武田啓太、日向浩介の5人で、トップは竜と隼人の2人であり、この2人は後述のトラブルから対立していたが、第2話にて対立した理由が明らかになって和解し、共に3-Dを引っ張っていくようになった。黒銀学院はかつて前作の白金学院と同様に不良生徒の多い高校だったが、問題ばかり起こす生徒の受け入れはやめて優秀な生徒だけを受け入れるという方針に学校側が少し前に切り替え、そのため優秀な生徒の多い高校となった（不良生徒たちの入学は彼らで最後となり、彼らが入学した翌年からは優秀な生徒たちのみ入学するようになった）。
本来は屈強かつ強靭な肉体と精神力の持ち主で荒れた学校での経験も豊富な鬼瓦剛先生が黒銀学院に赴任してこの3-Dを担任する予定だったが、全国私学教員派遣協会のほうで久美子の履歴書が風に飛ばされて偶然にも採用決定箱に入ってしまい、係員がそれに気付かなかったミスで採用手続きをしたためその久美子が黒銀に赴任してこの3-Dを担任することとなった（久美子は鬼瓦剛先生と性質が偶然似ており、それによりこの3-Dの生徒たちを牛耳れるということであったため黒銀で教鞭を執ることができた）。
前作とは違って主要生徒以外の生徒たちの家族は登場しておらず、家族が登場したのは主要生徒たちのみである（ただし土屋光と武田啓太は家族が登場していない）。
小田切 竜
演 - 亀梨和也
1986年2月23日生まれ（第1話の生徒家庭調査表より） 。
隼人と共にクラスメイトから一目置かれている事実上3-Dのトップ（隼人といざこざを起こして不登校となるまでは3-Dのクラスでトップを張っていた）。3-Dの生徒たちの中では隼人と同様に喧嘩がとても強いが基本的にはクールな性格であるため教室での場面ではいつも自分1人だけただ黙って席に座っているだけであり、それに浮かれている隼人たちや久美子に突っ込みを入れたりする。また、第7話で隼人たちが乱闘騒ぎを起こした際には唯一止めに回り、事の重大さを説く久美子の真意も理解していた。特に第1話では孤高な雰囲気を持つ一匹狼的な存在だったが、根は仲間思いの優しい性格。中盤以降は笑顔もみせるようになり、久美子からも「最近笑うようになった」と言われている。
隼人と武田とは小学校時代からの幼馴染で隼人とは親友だったが、久美子が赴任する1か月前の2学期の終わりに対立が続く荒高の不良たちとの決着をつけるべく5対5の決闘が決まっていたのに、単独で相手に詫び（ケンカにビビり、もうじきの卒業を喜ぶ母を思う武田のため）を入れに行き中止させたのをきっかけで真実を知らず憤慨する隼人と殴り合いになり犬猿の仲となる。そのため3学期からは警察官で警視庁幹部である実父の命令で不登校になっていたが（それがきっかけでフレンツェンという悪徳クラブのオーナーらとつるみ始め、そのフレンツェンでバイトをするようになった）、久美子との出会いから第1話の最後には再び登校するようになり、その後第2話の終盤では武田が前述の真実を話し、それを聞いていた後、けじめをつけるために単身で荒高に乗り込んで追い詰められていた隼人を助けに行ったことを機に彼と仲直りし、共に3-Dを引っ張っていくようになった。
第6話にて隼人と共に久美子の素性を知るが秘密にしており、久美子や隼人が口を滑らせた時は何とか誤魔化している。
幼い頃に両親が離婚して母親に引き取られ、小学生の頃に母親が再婚するが、義父とは折り合いが悪かったために中学生の頃からグレ始め、それをきっかけに警視庁幹部である実父に引き取られた。中学生の頃にグレ始めて隼人と共に同学年の不良生徒たちの中でトップを張って何度も暴力沙汰を起こして問題児とされ、どこの高校も受け入れてもらえなかったが、黒銀にはどうしても息子を受け入れてやって欲しいと実父が黒銀の理事長に泣きながら頼み込んだために黒銀側は受け入れを断り切れず、そのまま黒銀に入ることとなった。第9話では実父から学校に行かないようにするために部屋に閉じ込められてしまうが、久美子や隼人たちの協力で自分の本当の気持ちを父にぶつけ、和解した。
何度も暴力沙汰を起こしては警察に補導されており、本来ならば少年院送りになる所だが、実父が警察官でしかも警視庁幹部であるためいくら暴力沙汰を起こしても少年院送りにまではならずに済んでいる。
明確な描写こそないものの、生徒家庭調査表では住所は東京都桜ヶ丘市紅葉橋2-4-1、性格は協調性なし、その他特記事項は保護者との話し合いにより、特別進学措置と明記されている。成績は不登校時以外全て〇判定であり、劇場版で教育実習生になっている。また、頭がキレる一面もあり、第6話では日向の服装や金遣いを見て、真っ先に不審に思ったり、第8話で熊井を助けるために地上げ屋たちのもとへ行こうと際に久美子に制止された時は、大江戸一家に救援を要請するなどした。
他の生徒たちが久美子に対してヤンクミと呼んでいるのに対し、隼人同様一貫して久美子のことを山口と呼んでいたが、最終回以降はヤンクミと呼び直している。
隼人と対立していた時は黒板から見て一番右側の一番前の席に座っていたが、隼人と和解してからは彼らと共に一番後ろの席に座るようになった。
劇場版では主要人物として登場。
矢吹 隼人
演 - 赤西仁
竜と同様にとても喧嘩が強くて3-Dのクラスメイトから一目置かれているリーダー格であり、竜が不登校となってからはそんな彼に代わって3-Dのクラスでトップを張るようになった（久美子が自分たち3-Dの担任となった初日にはそんな彼女から「こいつが3-Dの頭か」と陰で言われた）。とても短気で喧嘩っ早い不良少年だが、仲間を大切にする心は人一倍強く、誰かがやられると黙っていられなくなる。竜と武田とは小学校時代からの幼馴染で、竜とは親友だったが、竜に既出の通りメンツを潰され暫く犬猿の仲となっていた。しかし第2話で武田が我慢できずに話した真実をクラス裏口階段脇で耳にし全てを理解した。荒高の不良たちに竜が詫びたことでおちょくられ殴り飛ばしたが、後日逆に荒高のTOPの渋谷に船木ら4人が叩きのめされ隼人は呼び出しを食う。仲間を巻き込まず自分が蒔いた種は自分で刈ると武田の真実の話を聞いた後に単身で荒高に乗り込むが一方的にやられ、竜が助けに加勢するが最終的に土屋・武田・日向と共に現れた久美子に2人は助けられた。その後に隼人は恥ずかしそうに竜に謝罪し、元の仲間に戻って共に3-Dを引っ張っていくようになった。2話の久美子へのタイマンは原作の慎のネタを模したもの。第7話序盤で土屋たちと共に騒動を起こしたことで面接が白紙になって以降は「二度と喧嘩をしない」ことを心に誓った。
他の生徒たちが久美子に対してヤンクミと呼んでいるのに対し、隼人は竜同様一貫して久美子のことを山口と呼んでいたが、最終回はヤンクミと呼び変えている。
6話で竜と共に久美子の素性を知ることになる。口癖は「〜パイ!」（1話にて久美子が自分達3-Dの担任となった初日に彼女から名前を3回呼ばれた際に「何回も呼ばないでくだパイ!」と答え、そして8話にて遅刻して教室へ入った際には「遅刻しちゃってごめんなパイ!」と言った）。ピースの状態から、人差し指と中指を曲げる動作をよく行う。母親を小学生の頃に病気で亡くし、父親により男手一つで育てられた。とても短気で喧嘩っ早い性格は父親譲り。亡くなった母親は竜曰く「美人だった」という。また、優秀な弟がおり、その弟に対しても面倒見は良い。一時期迷惑をかけた熊井のラーメン屋で働き、彼が地上げ屋たちに立ち退くよう脅された際には誰よりも熊井の気持ちを汲み取り、店を守ろうとした。父親からは是非大学へ進学して欲しいと言われていたが、自身は大学へ行けるほどの学が無いため大学受験も受けておらず、それに腹を立てて学校まで乗り込んで来た父親と大喧嘩になった。
今作の3-Dの主要生徒でリーダー格ではあるが、劇場版には登場しなかった。
土屋 光
演 - 速水もこみち
通称・つっちー。1986年4月20日生まれ（第7話での履歴書の記載より）。中学校時代からの不良で問題児とされている。久美子のことを当初はバカにしていたが、第4話で後述する中学時代の担任とのトラブルで疑いをかけられ退学させられそうになった時、自分を最後まで信じてくれたことから信頼を置くようになる。
とても短気で喧嘩っ早く、すぐに喧嘩をする癖がある他、6話で日向に見下された時には4人の中で1番激怒していた。その性格が災いとなり、第7話序盤にて轟高校の田辺らといざこざを起こしてジョイフル産業から面接を取り消されたこともあったが、久美子に諭され再面接の許可をもらおうとジョイフル産業の人事部に頭を下げて回る彼女に動かされて以降は「二度と喧嘩をしない」ことを心に誓い、暴行を受けても手を出さず仲間たちを制止していた。
他人であろうと自身の信頼する人物が傷つくことを嫌い、中学時代の担任・石川が自分の教え子である宮崎菜緒を一方的かつ頭ごなしに罵倒したことに憤慨し、彼女を庇った。冬でも常に扇子を持っている。
中学時代は同学年の不良生徒たちの中でトップを張って問題ばかり起こし、当時の担任教師だった石川を散々困らせていた。しかし黒銀学院に入ってからは自身よりとても喧嘩が強い竜や隼人と出会い、それ以降は彼らの子分となった。
たこ焼きを1箱サービスしてもらった時は「頂きます。ご馳走様」と挨拶をするなど礼儀正しい一面もあり、石川を説得する際に久美子から長所としてこの点を評価されている。
劇場版にも登場した。
武田 啓太
演 - 小池徹平
通称・タケ。金髪にピンをとめているのが特徴。竜と隼人とは小学校時代からの親友であり、自分のせいで仲が悪くなった2人を最も心配し、竜が真実を公言するなと止めていたことから心を痛めていた。2話ではついに竜は自分を思って荒高に詫びを入れたことをクラス全員に話し、2人が和解するきっかけを作った。自分より喧嘩が強い竜と隼人のことを同学年でありながら一目置いている。
性格は心優しい反面、弱気で喧嘩に腰が引けてしまう他、恋においても、片思いの相手である水島真希へのアプローチに土屋たち任せで自分では何もできなかった。さらには卑怯な手を使ってしまったことにより、真希に平手打ちをされただけではなく、久美子からも殴られ「半端な想いで女性（ひと）を好きになるな」と活を入れられる。これがきっかけで考え方を改め、適わないと知りつつも真希を弄んでいたボクサーの奥寺に立ち向かい、見直されて周囲からの信頼を得るようになった。
生徒の中では2話の時点で久美子を最初に「ヤンクミ」と呼び（1話では陰で最初にそう呼んでいた）、最初に竜と隼人のことを相談している。劇場版にも登場した。
日向 浩介
演 - 小出恵介
父親が単身赴任中で家にいないため、母親と2人暮らしである。武田と共に久美子のことをいち早くあだ名で呼んで慕っている。第6話ではアルバイトで違法賭博バー「ミカエル」で働き、卒業後は店への入社を考えていたが、その店が陰で違法賭博を行っていた現場を目撃する。辞表を提出しようとするがオーナーの辰巳に袋叩きにされ窮地に陥る。久美子の登場で救われた直後も母や仲間たちに意地を張っていたが、見かねた久美子に活を入れられた後「たった1人の母親がどれだけ心配して迎えに来てくれたか考えたか？」と家族の大切さを諭され、地道に働いて親孝行をしようと考え直す。
特に土屋と仲が良く、自転車を2人乗りするなど何かと一緒にいることが多い。
とても短気で喧嘩っ早いが実際には1人で喧嘩ができないため大抵は竜や隼人とつるんでいるだけのことが多く、自身より喧嘩が強い竜や隼人のことを同学年でありながら一目置いている。
「にゃ」が口癖で、よく猫の手の動作とともに言っている。劇場版にも登場した。
生徒一覧
1. 秋山陽介 - 川村陽介
2. 大熊将士 - 柴田将士
3. 大森百輔 - 水谷百輔
4. 小田切竜 - 亀梨和也
5. 川田優一 - 中村優一
6. 小島祐基 - 佐藤祐基
7. 小橋直哉 - 尾嶋直哉
8. 坂口佑介 - 佐藤佑介
9. 桜庭一人 - 富川一人
10. 佐々木タケシ - 佐藤タケシ
11. 高田源水 - 奥林源水
12. 高山鈴之助 - 田中鈴之助
13. 武田啓太 - 小池徹平
14. 田村匡弘 - 倉貫匡弘
15. 土屋光 - 速水もこみち
16. 永田啓行 - 中内啓行
17. 中西勝 - 岡本勝
18. 橋本竜平 - 渡辺竜平
19. 浜口匠 - 杉浦匠
20. 日向浩介 - 小出恵介
21. 藤波疾土 - 高藤疾土
22. 船木健吾 - 高良健吾
23. 星野慎之介 - 石坂慎之介
24. 前田慶哲 - 金田慶哲
25. 三沢ヒロ - 水嶋ヒロ
26. 武藤涼介 - 三浦涼介
27. 矢吹隼人 - 赤西仁

5人の主要生徒（小田切、武田、土屋、日向、矢吹）以外の生徒たちの名前は演者自身のものとなっている。最終回では卒業式の後に生徒たち全員1人ずつで久美子にエールを送った。

#### 教職員（S2）
白鳥 ひとみ〈23〉
演 - 乙葉
3年C組担任。担当は英語。
他の教師から人気がある。乙女系な性格で声が高くぶりっこな口調が目立ち、机はピンク色のもので埋めつくされている。最初は九條先生一筋でヤンクミの恋敵であったが、第5話でチンピラに絡まれていたところをてつに助けられたことから、てつに一目惚れする。第4話では知らぬ間に3-Dの生徒たちによってヒーリングカセットテープに恐喝を録音され、それを学校見学会の際に偶然流してしまい大騒ぎとなる。
第7話ではクラスの生徒から受験に失敗したことを自分のせいにされて、さらにてつに振られて落ち込むが、3-Dの主要生徒5人と久美子の絆を目の当たりにし、「生徒ときちんと向き合えば気持ちは伝わる」ということを学んだ。そのこともあって、最終回では、前述の口調を改めて馬場と一緒に久美子を気にかけ、卒業式で久美子の登場と3-Dの成長を大いに喜んだ。
犬塚 太一〈42〉
演 - 酒井敏也
3年A組担任かつ学年主任。担当は国語。
本作での猿渡の側近的存在だが、第1シリーズの鷲尾ほど性質は悪くない。第3シリーズのごくせんスピンオフでは亀山、猪俣と共に猿渡の携帯に名前があった。次期黒銀学院高校の教頭職を密かに狙っている節がある。
亀山 隆〈48〉
演 - モト冬樹
担当は地歴公民で専門は倫理。
猪俣 真司〈34〉
演 - マギー
担当は理科で専門は化学。第4話では学校見学会の際に3-Dの大熊、小島、高山、前田、武藤が理科室で鍋奉行をしているのを亀山と一緒に目撃し唖然とする。
鰐淵 小百合〈37〉
演 - 池田有希子
担当は音楽。
猿渡に片想い中だが、当の本人からは若干避けられている。猿渡にバレンタインのチョコを贈ったものの、ホワイトデーにお返しを貰えなかった。
馬場 正義〈35〉
演 - 東幹久
3年B組担任。担当は保健体育。
黒銀に赴任した久美子に一目惚れし、積極的にアプローチをしているものの相手にされない。久美子から好意を寄せられる九條先生に対抗心を燃やしていたが、全く気づかれなかった。宴席ではオレンジジュースを注文している。最初は久美子の素性も全く知らなかったが、彼女が黒銀を自主退職してやんばる学院高校へ転勤した数日後（最終回の後）に彼女の素性が黒銀の教師たちに知れ渡ったために彼女の素性を初めて知った。第3シリーズにて赤銅学院高校に転勤するが、その際にはもう既に彼女の素性を忘れており、しかも最後まで彼女の素性を思い出すことは無かった。第2、第3シリーズ共に3-Dの生徒を批判している描写はない。
黒川 銀治〈58〉
演 - 井上順
理事長兼校長。
黒銀学院の理事長ではあるが、同校には前作の白金学院とは違って校長がいないため（なぜ校長がいないのかは不明）、校長も兼任している。いつも笑顔だが、その裏では何を考えているか分からない怖い男。
白金学院の猿渡憲太郎と同様に黒銀の名誉のことしか考えておらず、学校のイメージダウンにつながる3-Dを退学になった工藤広樹と同じクズと見下している。3-Dの生徒が絡む不祥事を聞くと、不祥事の動機を真剣に聞くものの、それは表面だけで処分は最初から即退学と決めている。そのため問題ばかり起こす生徒の受け入れはやめて優秀な生徒だけを受け入れるという方針に切り替え、それ以降黒銀は優秀な生徒の多い高校となった。実は黒銀の人物の中では猿渡と同じく久美子の素性を以前から知っており（最初は彼女の素性も全く知らないような感じだったが、最終回にて猿渡の発言により判明）、それを利用して彼女をクビにせず3-Dの担任にしたが（久美子の素性が分かっていたら本来は彼女をクビにし、その彼女の素性を知っていながら彼女を手違いで黒銀に採用した猿渡も同時にクビにせざるを得なかった）、3-Dを切り捨てることに彼女が反発することを疎ましく思うようになっていた。笑顔と裏腹に本気で怒るととてつもなく怖く、片手で老眼鏡を握りつぶしたり、コンクリートの壁をぼろぼろに剥くほど。情に流されない営利主義者でもあり、最後までその考えを改めることはなかった。同様に3-Dの生徒を疎ましく思っている猿渡教頭ともそりが合わなかった人物である（白金学院が廃校となってから行き場を失っていた猿渡を黒銀に教頭として採用し、もし成功したら4月から同校の校長に昇進させようと考えていたが、猿渡は久美子の黒銀退任と同時に同校教頭を辞任していった）。
久美子が黒銀に赴任してきた際に彼女の素性も知らないようなフリをしていたのは、猿渡と同様に彼女の素性を周囲に隠し通していたからである（自身が久美子の素性を知っているということは猿渡だけにこっそり話して周囲には隠し通していた）。自身が久美子の素性を知っていながら彼女をクビにせず3-Dの担任にしたのは、彼女ならどんな不良生徒たちでも上手く牛耳れるということまで猿渡と同様によく知っていたからである。
松原
演 - 南田洋子
学校法人黒銀学院理事。第7話にて登場し、次の年度から自分の孫が入学するということで、多額の融資を希望する。理事長も頭が上がらない存在である。バス内で座っていた若者を一喝し場所を移動させ、自分を座らせてくれた久美子の人柄に好意を抱き、自分の孫の担任に推奨。その結果久美子は次年度以降も黒銀で働き続けられることになった（しかし最終話で久美子は3Dの生徒たちを守るために辞職した）。
一応黒銀学院の理事ではあるが、登場したのは第7話のみだったためゲスト扱いである。

#### その他（S2）
九條 拓真〈30〉
演 - 谷原章介
桃ヶ丘女学園教師、久美子の恋の相手。
久美子が階段から落ちそうになったところを助け、彼女に一目惚れされた。5話に登場した水島真希の担任でもある。最終話以降は北海道の高校へ赴任となる。久美子のことは「一人の教師」として好感を抱いていた。
名前を知るまでの久美子からの呼び名は「バーバリー様」（本人の手持ちのハンカチのブランド名から）。

#### ゲスト（S2）

##### 第1話（S2）
川島
演 - 問田憲輔
久美子が黒銀学院に赴任する前まで同校に勤務して3-Dの担任をしていた教師。久美子とは違って3-Dの生徒たちを上手く牛耳ることができず、そしてしまいには返り討ちに遭って怪我を追わされ、救急車で病院へ搬送された。命に別状は無かったものの、搬送途中で猿渡に退職願を差し出し黒銀を退職した。
全国私学教員派遣協会の事務長
演 - 春海四方
全国私学教員派遣協会に事務長として勤務する男性職員。黒銀学院高校の教頭である猿渡から電話で同校への教師の派遣を依頼され、その際に不良生徒たちの更生にふさわしいとされる屈強かつ強靭な肉体と精神力の持ち主で荒れた学校での経験も豊富な鬼瓦剛先生を紹介し、その鬼瓦先生を黒銀学院へ派遣しようとその先生の履歴書を採用決定箱に入れる（しかしその直後に久美子の履歴書が風で飛ばされて偶然にも採用決定箱に入ってしまい、係員がそれに気付かないミスで採用手続きをしてしまったためその久美子が黒銀に赴任することとなった）。
鬼瓦剛（写真のみ出演）
演 - 赤星昇一郎
今シリーズにて猿渡が本来黒銀学院に呼んだ高校教師。屈強かつ強靭な肉体と精神力の持ち主で荒れた学校での経験も豊富であり、おまけに柔道5段で空手6段でペン習字1級である。本来は黒銀に赴任して3-Dの担任をするはずだったが、全国私学教員派遣協会のほうで久美子の履歴書が風で飛ばされて偶然にも採用決定箱の中に入ってしまい、係員がそれに気付かなかったミスで採用手続きをしてしまったために黒銀への赴任の件が白紙に戻った。
大輔
演 - 今井悠貴
こやぎ保育園にて久美子が担任していた園児の1人。人の物を盗んだり人を蹴ったりなどするとてもやんちゃな3歳児である。
こやぎ保育園の園長
演 - 橘雪子
久美子が勤めていたこやぎ保育園の園長。第1シリーズで赴任して勤務していた白金学院の廃校後に保育士の資格を取得した久美子をこやぎ保育園に採用したものの、彼女が園児たちに花札や任侠訛りの言葉を教えたり、「兄弟仁義」を歌わせたりしたことなどがきっかけで保護者たちからクレームを受けて彼女の信用を失い、解雇処分とする。
クラブ「フレンツェン」のオーナー
演 - 大沢直樹
竜がバイトをしていた悪徳クラブ「フレンツェン」のオーナー。クラスメイトで親友の隼人といざこざを起こして不登校となった竜をフレンツェンにバイトで雇い、彼をそのクラブの裏方で働かせていた。ある日竜が久美子と出会って改心して店をやめたいと言い出したのをきっかけに逆上し、彼を店の従業員たちと共に袋叩きにするが、その後久美子から制裁を受け撤退した。久美子による制裁を受けて撤退した後は彼女からの通報を受けて駆けつけた警察官によって店の従業員たちと共に逮捕され、その記事が翌日の新聞に載った。
食事は久美子が白金学院高校に勤務していた時担任していた生徒の熊井が亡き父の後を継いで経営するラーメン屋である「熊井ラーメン」からよく出前を取って食べていた。

##### 第2話（S2）
渋谷
演 - 笠原秀幸
荒高の不良グループのリーダー格（第1シリーズに登場した渡辺たちの後輩であり、第3シリーズに登場した国村たちや間宮たちの先輩である）。竜が黒銀との決闘前に頭を下げたことから黒銀に勝ったと思い込んでいる。
黒銀の生徒に不良仲間と共に絡んでいたところを対立していた隼人と土屋、日向に追い詰められたが、後日3-Dの小橋、浜口、藤波、船木の4人を不良仲間と共に袋叩きにし、隼人をおびき寄せる。単身で乗り込んだ隼人と竜を追い詰めたが、駆けつけた久美子から制裁を受けて恐れをなして撤退。その後は黒銀とのいざこざはなくなった模様。
第1シリーズが放送された2002年から荒高に在学していたが、しかも当時はまだ1年生であったため一度も登場していない。

##### 第3話（S2）
工藤 広樹
演 - 小林且弥 /最終話にも登場。設定が異なるものの原作漫画やアニメ版にも登場する。
隼人、竜たち3-Dの一学年先輩にあたる。黒銀在校時からトラブルメーカーだった人物で、性格は短気で非常に暴力的。卒業式直前、事件を起こしたことで退学処分になった。退学処分された後も更生することなく不良仲間と共に強盗事件や、竜と隼人の名を騙って他校の不良高校生相手に無差別暴行を引き起こすなどの卑劣な行為を行っていた。ほどなくして竜、隼人たち5人と公園で会い、仲間に誘おうとしたが断られたことに腹を立て、竜と隼人を連続強盗・暴行犯にはめた。しかしそれを知った久美子の怒りを買い、駆けつけた警察に逮捕・起訴された時に彼女と3-D（特に竜、隼人、土屋、武田、日向の5人）を逆恨みする。
その後、黒銀の卒業式間際に留置場から脱走し、3-Dの大森・武藤・田村に暴行を加え、竜、隼人たち5人と鉢合わせした際には卒業式を妨害する趣旨の脅迫をする。翌日には3-Dの秋山・桜庭を人質に取り、以前よりも大勢の舎弟を引き連れて学校と久美子との「卒業するまで喧嘩しない」約束を守るために耐え続ける竜、隼人たち5人や後に駆けつけた3-Dの生徒全員にも一方的に暴行を加えたが、遅れて駆け付けた久美子と再度対決。それまでの非道な行為に怒った久美子から「先公恨んで、学校恨んで、世の中恨んで、それでお前は幸せになれるのかよ!」と一喝されながらも抵抗を繰り返すが、最後は久美子の寸止めの拳に戦意喪失。加勢していた不良仲間は全員逃げてしまい、猿渡からの通報で駆け付けた警察によって自身も現行犯逮捕される。
警察に連行される際には久美子から「人生ってのはその気になればいくらでもやり直せるものなんだ。どんなに苦しくても絶対に逃げるな」と励まされ、その際真剣な表情で久美子の話を聞いていたことから、心を動かされた様子であった。
鬼島
演 - 高杉亘（最終話にも出演）
警視庁環八警察署少年課の刑事。何かにつけて3-Dを目の敵にしていたが、3話の強盗事件で竜と隼人を犯人扱いしたことに対し久美子に謝罪させられる。その後脱走した工藤を捜索する際も竜や隼人たち3-Dが絡んでいるのではないかと疑ったが、工藤を再び連行する際には「お前もああいう教師や仲間に出会えてたら道を踏み外すこともなかったかもな」と久美子と3-Dを評価する発言をした。口癖は「アディオス」。

##### 第4話（S2）
石川
演 - 山崎一
土屋光の中学時代および宮崎菜緒の担任。口うるさい中年教師であり、土屋が中学時代は彼を何かにつけて目の敵にしており、黒銀の見学会で再会した土屋やさらに竜や隼人、久美子にまで説教をした。しかし久美子に「土屋は不良だけど挨拶はちゃんとできる奴」と一蹴される。
現在の教え子である菜緒に対して心から期待を寄せ、受験に成功するように過大なプレッシャーをかけていたが、生徒の話に耳を傾けようとせず、自身の意見を一方的に押し付ける、いわゆる独りよがりなために生徒が自分の意見を主張できず、精神的に追いつめられた菜緒が過大な受験ストレスから塾をサボり、万引未遂に繋がった。
塾をサボった菜緒がゲームセンターにいるのを見つけた時は一方的に菜緒を責め、それを見かねた土屋に突き飛ばされ、猿渡に直訴。その後土屋の進退を決める会議に出席したが、久美子の一喝で独りよがりを指摘され、菜緒が万引きをしようとした事実を認めたことで落胆し、その場を去った。
また、この一件で後に「土屋はよくなった」と評価していた。
宮崎 菜緒
演 - 秋本未莉
中学生。担任の石川から過剰に受験に対して期待され、それに応えるのが辛くなって塾をサボってしまい、参考書を万引きをしようとしていたが、土屋に止められる。
その後、塾が終わる時間まで土屋と共に遊び回ったが、ゲームセンターで石川に見つかってしまう。その後、土屋に庇われつつも、石川に追及され全てを土屋のせいだということにしてしまう。しかし、久美子の説得で土屋の進退を決める日に黒銀に出向き、万引きをしようとしたことを告白し、土屋の退学を阻止した。その後、久美子を慕って志望校を黒銀にすることを決める。

##### 第5話（S2）
水島 真希
演 - 若槻千夏
奥寺の彼女で桃ヶ丘女学園の生徒。武田が好意を抱いていた。カフェでバイトをしている。正義感と気が強い性格で、マナーを守らない客にも厳しく注意するほど。武田が卑怯な手を使って自分の心を射止めようとしたのを知った時は、単身黒銀に乗り込んで武田に平手打ちをした。しかしその後、自分が奥寺に弄ばれていたことを竜、隼人たちから聞かされ、奥寺と武田の勝負を見て、武田のことを見直す。その後、バレンタインに武田にチョコを渡した。
9話では登場しないものの、武田に頼まれ黒銀と桃女の合コンをセッティングしたことが武田の口から語られるなど、その後も関係は良好である。
奥寺
演 - 高杉瑞穂
ボクシング部に所属している大学生。女たらしで水島真希を含め4人もの女性と交際していた。それを知った武田に「真希と別れろ」と言われ、勝負を持ちかけ武田を一方的に暴行するが、久美子の登場で心の弱さを指摘され、それを見ていた真希にも無視され、肩を落として去っていった。

##### 第6話（S2）
日向 治代
演 - 手塚理美
日向浩介の母。夫が単身赴任中で家にいないため、息子の浩介と2人暮らしである。久美子の説教を受け、1週間も家に帰らない浩介を心配して勤め先まで行き、袋叩きにされている浩介を助けようとして自分の身も危なくなるが、久美子に助けられ、浩介を連れて帰り、より母親らしくなろうと決心した。
夫は単身赴任中で家にいないため一度も登場していない。
辰巳 圭吾
演 - 小木茂光
違法賭博バー「ミカエル」のオーナー。日向を見習いとして雇ったが、違法賭博をしている現場を目撃され、直後辞めたいと伝えた日向を口封じも兼ねて他の店員と共に袋叩きにするが、駆け付けた久美子に撃退される。その後、賭博罪で店員・常連客、合わせて16名と共に逮捕された。

##### 第7話（S2）
田辺
演 - 波岡一喜
荒高や以前の黒銀学院と同様に不良生徒の多い轟高校の不良生徒たちのリーダー格。夜道で隼人、竜、土屋、武田、日向の5人と喧嘩を起こす。その喧嘩が原因で翌日、土屋たち黒銀の生徒は喧嘩を目撃した就職先の面接を取り消されてしまう。後日、「喧嘩はしない」と久美子に誓った隼人、竜、土屋、武田、日向を再び集団で追い詰めるが、駆けつけた久美子の気迫に押されて撤退した。
面接官
演 - 渡辺憲吉
ジョイフル産業の面接官。夜道での3-Dと轟の喧嘩に偶然居合わせ、翌日、土屋たち黒銀生徒の面接を拒否した。

##### 第8話（S2）
矢吹 博史
演 - 内藤剛志
隼人の父。トラックの運転手をしている。妻を病気で早く亡くし、男手一つで息子の隼人と拓を育ててきた。高校中退の経歴を持ち、昔は不良であったため、性格は長男の隼人のように短気で喧嘩っ早い。大の酒好きであり、仕事終わりにはいつも酒をたくさん飲んで酔っ払っている（行きつけの居酒屋で久美子と偶然再開し、酒を飲んで酔っ払いながら彼女に隼人のことについていろいろ話し、その後完全に寝てしまう）。学生時代は隼人と同じく不良であったためろくに勉強もせず遊び呆けていて学が無く、そのため就職も大変だったが何とか運送会社に拾ってもらってそこへ就職し、それからトラックの運転手となった。隼人には自身と同じ思いはさせたくない一心で是非大学へ進学させようと考えていた（隼人が大学受験を受けてないことをきっかけに激怒して学校まで乗り込んで彼と大喧嘩をした）。隼人とは喧嘩が絶えないが、同時に彼の良さを理解している。
矢吹 拓
演 - 石黒英雄
隼人の弟。兄とは別の高校に通う高校一年生。父や兄とは違い、亡くなった母親に似た真面目で穏やかな性格。
演じた石黒英雄は本作が俳優デビュー作であり、第3シリーズで主役級生徒の1人・本城健吾役としてシリーズ再出演をしている。
熊井 あや
演 - 植村美紀
熊井の妹。小学生。第1シリーズ11話にて別の役者が演じて初登場している。
熊井 春夫
演 - 小川智永
熊井の弟。小学生。第1シリーズ11話にて別の役者が演じて初登場している。
ドラマ版のオリジナルキャラクターであり、原作には登場していない（兄弟がいることまで明かされていないため）。
青木
演 - 佐戸井けん太
地上げ屋のボス。巨大マンション建設を目的に大勢の部下を引き連れて熊井に暴力を加えつつ、熊井ラーメンを立ち退かせようとしつこく迫る。熊井が不在の際、母親を脅迫して店の権利書を奪い取った。事務所へ駆けつけた熊井と隼人を部下が袋叩きにする様子を傍観していたが、久美子の登場で部下は一瞬で倒され、自身も最後は竜の頼みによって現れた黒田龍一郎に脅されたことで権利書も取り返され、マンション建設計画は失敗に終わった。
地上げ屋
演 - 桐生康詩
青木の子分にあたる地上げ屋の一人。

##### 第9話（S2）
小田切 信也
演 - 宅麻伸（友情出演）
竜の実父で、警察庁刑事局組織犯罪対策部長・警視監。息子の竜が幼い頃に前妻と離婚し、百合子と再婚した。竜は前妻に引き取らせたが、前妻が再婚した新しい夫と折り合いが悪くて中学生の頃からグレて何度も警察沙汰を起こすようになった竜を引き取った。竜は暴力沙汰ばかり起こすためどこの高校も受け入れてもらえず、そのため黒銀にはどうしても竜を受け入れてやって欲しいと同校の黒川理事長に泣きついたためやっと同校に竜を受け入れてもらえることとなった。しかし竜が3年の時の2学期にクラスメイトで親友の隼人といざこざを起こしてから素行が悪くなったと思い込み、理事長に卒業資格を与える代わりに、学校への出席をさせないことを約束していた。9話における3-Dの不祥事・家に軟禁していた竜の脱走から卒業後は改めてカナダの語学学校に進学させようと考えていたが、竜自身の強い意思、久美子や隼人たちの竜を思いやる熱意、黒田の諭しによって考え方を改め、竜の卒業を久美子に委ねて和解した。
生徒の保護者の中では全シリーズを含め、唯一久美子の素性を知っていることがはっきりしている人物である。
息子の竜は暴力沙汰ばかり起こすため本来ならば少年院送りになる所だが、自身が警察庁刑事局組織犯罪対策部長で警視監であり、そのため竜はいくら暴力沙汰を起こしても少年院送りにまではならずに済んでいる。
小田切 百合子
演 - 長野里美
竜の義母。夫の信也が前妻との間に出来た息子の竜を引き取り、その竜を信也と共に育てていくことになったが、竜は暴力沙汰ばかり起こすためそんな竜には手を焼いている。
警視庁環八警察署署長
演 - 市川勇
柏木 豊
演 - 坂田聡
第1シリーズで篠原と一緒にいた、警視庁環六警察署生活安全課少年係の刑事。教頭が持つお見合い写真においてフィルム出演した。

### 第3シリーズ

#### 赤銅学院高校3年D組（S3）
第3シリーズにて久美子が担任するクラス。前2作とは違って主要生徒が6人であり、当初は2つのグループに分かれて対立していたが、第2話にて久美子の説得とお互いカラーギャングに絡まれた所を助け合ったのをきっかけに和解し1つのグループとなる。主要生徒以外の生徒たちは基本的には前作や前々作と同じく出番が少ないが、第9話のみ6人の主要生徒以外の村山と大平、浜口、山本、吉田の5人が主要生徒となり、そのためその5人の出番が多かった。卒業スペシャルでは2年生との間に確執が生まれ、その2年生と対立した側の生徒たちの中では倉木がトップを張った。なお、赤銅学院も前々作の白金学院と同様に不良生徒の多い高校ではあるが、白金とは違って不良生徒たちは各学年のD組に無理矢理集められているため他のクラスには不良生徒たちが1人もいない。
主要生徒たちの家族は登場するが（ただし市村力哉のみ家族が登場していない）、主要生徒以外の生徒たちの中で家族が登場したのは石橋篤美と浜口公輝の2人である（第5話での三者面談の場面にて石橋の母と浜口の母が登場した）。
卒業スペシャルには原明大は未登場。
緒方 大和
演 - 髙木雄也
3-Dのリーダー格。1991年（平成3年）3月26日生まれ。血液型はO型（共に第1話での履歴書の記載より）。勉強も運動も苦手で自身は喧嘩でしか一番になれないと思っている。赤銅を仕切る座を狙っていた廉とは2年生の時までは別々のクラスでそれぞれトップを張っており、3年生になってその廉と同じクラスになったことで当初は対立状態でいたが、久美子の説得やお互いがカラーギャングに絡まれた所を助け合ったことをきっかけに和解し、友情を分かち合う仲となった。久美子が赤銅学院に赴任して自分たち3-Dの担任となった初日にはクラスでトップを張っている感じであり、そのため久美子から「こいつが頭か」と言われた。
和解後はリーダー格として大人びた態度と言動が多くなり、血の気の多い風間たちを宥め、はしゃぐ3-Dのツッコミ役となり、久美子から「ナイスフォロー」といわれるほどの名案を出したりしているなど無邪気な3-Dに欠かせない役割が多い。反面、常に冷静さを保つことができず、仲間がやられたり勝負事になるとすぐ熱く感情的になってしまう欠点を持つ。特技はダーツ。3-Dの生徒たちの中で一番喧嘩が強いため、同じ3-Dの生徒たちから一目置かれている。
キザな振る舞いとは裏腹に、家族唯一の落ちこぼれであるが故にエリート至上主義の父親から不当に冷遇され、家族としてすら扱われないことに強い劣等感を抱えていた。廉を侮辱した父親といざこざを起こした直後、チンピラの集団との衝突で暴行事件の冤罪を着せられてしまう（父親から「お前はウチの家族を壊したんだぞ!」とまで言われたことで改心してから夜道で2人の中学生にカツアゲしようとしているチンピラを阻止し、それがきっかけでそのチンピラといざこざを起こしてしまう）。結果として冤罪は解けたものの、父親には最後まで認めて貰えず、家族も離れ離れとなってしまう。しかし、どういう境遇であろうと3-Dの仲間たちが自身を支え続けてくれていることを知り、父親と決別し改めて前向きに生きていこうと決心する。両親の離婚後は母に引き取られ2人で仲良く暮らしている。
卒業スペシャルまで他の生徒がヤンクミと呼んでいるのに対し、自身は山口と呼んでいたが、劇場版ではヤンクミと呼び直している。
卒業後の進路は神谷と共に専門学校へ行くことが決まり、風間と対立していた頃に比べて一人の人間として大きな成長を果たしている。
2-Dの高杉怜太とは幼馴染みであり、中学校の頃までは同じ学校で一緒に不良をやっていた。その高杉が2学期に荒高から自身と同じ赤銅に転校してきてからはそんな彼と偶然再会し、その際には久美子に代わって彼らに大切なことを教えようと必死になった。
風間 廉
演 - 三浦春馬
3-Dのもう1人のリーダー格。久美子と同様に幼い頃両親を亡くし、姉と2人暮らし。1990年（平成2年）4月5日生まれ。血液型はAB型（共に第1話での履歴書の記載より）。前髪と襟足にかかっているメッシュと髪結いが特徴的であり（しかし1、2年の頃は黒髪を逆立てていた）、裏地が紫色の短ランを腕まくりしている。
とても短気で喧嘩っ早く、赤銅を仕切る座を狙っていた大和とは2年生の時までは別々のクラスでそれぞれトップを張っていた。しかし大和とは違って喧嘩に対する意欲はなく、過去にいじめを受けていたり、教材費盗難で一番先に疑われたりと不遇な経験から、「世の中には敵か味方しかいない」と思い込み、3年生になって同じクラスになった大和とは対立状態であったが、カラーギャングとの乱闘での一件で大和たちに救われお互い和解を果たした。以降は大和の善き理解者・相棒となり、共に3-Dを引っ張っていく。大和と共に3-Dの生徒たちから一目置かれている。久美子が赤銅学院に赴任して自分たち3-Dの担任となった初日には倉木と市村と共に遅刻して3-Dの教室に入った際に同じ3-Dの生徒たちから歓迎され、その際に久美子から「いやそれともこっちが頭?」と言われた。
先述のようにとても短気で喧嘩っ早い不良少年ではあるが、かつて婚約が破談になった経験を持ちながら1人で働く姉のために学校を辞めて自立しようとするなど他者を思いやる心優しい少年。そのため、4話にてホストクラブでアルバイトをはじめたが年齢をごまかし1週間で解雇処分になる。最初は姉・薫子との姉弟関係は複雑だったが、最後まで自分を見捨てなかった彼女の優しさと久美子の活躍で和解した。
6人組の中でも特に喧嘩っ早く、二度も刑事の石原を殴ってしまい退学処分の危機に陥るが（警察官を殴った場合は本来なら公務執行妨害罪および暴行傷害罪となるが、姉が廉のために何度も頭を下げ続けたため幸いにもその犯罪にならずに済んだ）、久美子の叱咤を受けて反省し、自らの意思で理事長に謝罪したことで許される。特技はビリヤード。
最終話において郷田のグループから暴行を受けた際、工場で積まれていた大量の資材の落下で下敷きとなり瀕死の重傷を負ってしまったが、生死を彷徨う中で自分や3-Dの面々が喜んで卒業する夢を見たことで奇跡的に一命を取り留め、エピローグでは久美子や3-Dに元気な姿を見せた。
この時、衝突した石原・高山刑事も回復した様子を知り、嬉しそうにしていた。
卒業スペシャルでは、特徴的であった前髪のメッシュと髪結いをやめている。卒業後の進路は倉木と共に運輸会社「白金運輸」への就職が決まっていたが、会社の業績悪化で内定は取り消し。その事実を知って最初は堪えていたものの、それでもめげずにいた。卒業式を終えた後、猿渡から他の会社から面接の許可をもらったことを喜び猿渡に感謝した。
本編ではしばらく久美子のことを山口と呼んでいたが、第6話から「ヤンクミ」と呼ぶようになる。
本城 健吾
演 - 石黒英雄
神谷と共に元は大和の取り巻きであり、廉たち3人とは当初対立していた。実家は豆腐屋。金髪が特徴的である（しかし1、2年の頃はその金髪逆立ててそれにサングラスをかけていた）。
とても短気で喧嘩っ早いが実力はそこそこ（郷田たちとの喧嘩では取り巻きと互角以上に戦い、3人掛かりになるまでは相手を追い詰めていた描写がある）。ブリーダーをフリーターと間違えたり、大事なプリントを机の奥に潜らせるなど、天然ボケな一面があり、久美子曰く「父親と似たもの親子」。また情に厚く涙脆い一面も持つ。母親は自分の親が倒れ九州に帰省していたため未登場。
当初は実家の豆腐屋を継ぐ気は一切無く、豆腐屋の商売を誇りに思う父親に対して「たかが100円や200円の豆腐だけのために頭を下げられない」と見下すなど、社会を甘く見ていた。父が豆腐の商売で稼いだ売り上げ金の30万円から5万円をくすねたあげく久美子たちに「豆腐屋の経営が厳しい」と嘘をつき、部活動の先輩だった成田から5万円を借りる。しかし、真相を明かした際に久美子から叱咤され、自分で稼いだ金で父に返済すべく成田に5万円を返すが、緒方たちから成田が闇金業主と聞かされる。多額の利息を要求され暴行を受けるが、久美子に救われて事なきを得る。
その後父に謝罪し、改めて自力での返済を約束。一連の出来事を得て金銭の有り難みと働くことの大変さを学んだ。以降は父の商売魂を尊敬するようになり、将来は豆腐屋を継ぐ決意をする。
卒業後の進路は実家の豆腐屋で修業を積んでいくことが決まった。ある日売店で自身が買おうとしていた焼きそばパンを2年D組の望月に買われてしまったのをきっかけに2年生たちとの確執が生まれ、その際には神谷と共に倉木の取り巻きとなった。2年に因縁をつけられた倉木に神谷を含め芦田と池田、石橋、桂、斉藤、鈴木、田中、三木、若槻と共に加担し、卒業式前日まで謹慎処分となる。それでも二年生への憎しみが消えずに大和たちと対立してしまったが、久美子の説得で和解した。
両親はいるが、母は親（自身からすれば母方の祖父母）の看病のために九州の実家へ戻っている設定になっているため、一度も登場していない。
市村 力哉
演 - 中間淳太
愛称はいっちー。倉木と共に元は廉の取り巻きであり、大和たち3人とは当初対立していた。流行に敏感でオシャレ。学ランに貼られたワッペンが特徴。6人組の中では比較的良識人。
親の仕事の都合で、度々転校を繰り返していた。中学時代は優秀で有名進学校である青芝学院中学校に通っていたが、途中で落ちこぼれたため高校には上がれなかった。第3話ではそこで同級生だった青芝学院高校の高杉が自分たちを罵ったことにイラついた倉木を制し彼を殴り退学処分になりかけたが、久美子から「人生はいつだってやり直せる」と教えられ、投げやりな態度を改めていった。
関西に住んでいた時期があり、関西弁で喋る。普段は倉木とコンビでいることが多い。本作において3-D生徒の中で久美子のことを「ヤンクミ」と呼んだのは自身が初めてである。
主要生徒の中では唯一家族が登場しなかった。
スペシャルでは、卒業後の進路は第一志望校は叶わなかったが、大学への進学が決まったことが判明。また、2-Dといざこざを起こした倉木たちを仲裁しようとするが、仲が悪化してしまう。
倉木 悟
演 - 桐山照史
愛称はクラ。市村と共に元は廉の取り巻きであり、大和たち3人とは当初対立していた。母の生まれ故郷である大阪で生まれ、中学の時に大阪から東京へ引っ越してきたため、関西弁で喋る。6人組の中で唯一髪を染めていない。学生服の中には派手目の色のパーカーを着用し、フードを襟から出している。各回によって違うが、豹柄のハンカチやベルトなど一部に着用している。
おしゃべりな6人組のムードメーカー。主に市村と行動している。常にオープン、悪く言えば厚かましい性格でドジを踏むことが多いが、恋愛に関しては一途で純情。自分が恋した持病を抱える少女・藤村早希を連れ回して病状を悪くさせてしまったことから早希の親に訴えられかけた上にもう二度と娘に顔を見せるなと言われ、投げやりになっていたが、久美子から「お前は彼女の力になっている」と諭され、チンピラに絡まれた早希を救うために体を張って守ろうとする男気を見せ、早希の父からも感謝された。
序盤で生徒の中でも最初に久美子に喧嘩を売った挙句、返り討ちに遭った。母親曰く「不器用」。
卒業後の進路は風間と共に「白金運輸」への就職が決まり、普通自動車免許も取得し、就職に向けて張り切っていた。しかし自身の内定取り消し後、イラついていたあまりに2年と対立した側の生徒たちの中でトップを張り、本城と神谷を取り巻いて芦田と池田、石橋、桂、斉藤、鈴木、田中、三木、若槻と共に2年との乱闘事件を起こして卒業式前日まで謹慎処分になり、その際に「2年を相手にして大人気ない」という仲裁側の生徒たちとの意見の食い違いから仲間割れを招いてしまう。謹慎期間中、本城と神谷と一緒に夜の街を歩いていた時に緒方たちから懸命に内定先に面接許可をもらおうと様々な会社に頭を下げ続ける久美子の姿に動かされ、卒業式に参加することを決意し3-Dの仲裁側とも和解できた。
神谷 俊輔
演 - 三浦翔平
本城と共に元は大和の取り巻きであり、廉たち3人とは当初対立していた。派手なハイライトとローライトの髪色が特徴。
6人組の中で最も合コン・女好きで仕切り役に回ることが多い。一向に彼女が出来ないが、芯はしっかりしており友情に厚い。
彼もまた血の気が多く喧嘩っ早いが、緒方たちと違ってあまり強い方ではない。そのためか喧嘩の強さでしか男の価値を計れず、喧嘩ができない者は何も守れない弱者だと思い込んでいた。チンピラから因縁を付けられた際も、亜美や神谷を守るために必死に頭を下げ続ける熊井を見て「弱くて情けない」と失望する。母親のことも邪険に思っており、自分を心配するメールを送ってきたことや問題を起こした自分のために何度も頭を下げる母親を容赦なく罵倒した。初めて出来た彼女のはるかとのデート中に荒高の番格・国村から因縁をつけられタイマンに発展する(はるかをトラブルに巻き込ませないために始めは相手にしなかったが、執拗に挑発を繰り返された挙げ句、はるかにまで絡んできたことで遂にタイマンとなる）ものの返り討ちにされる。警察が来たことではるかには逃げられ、学校へ呼び出され母親にも頭を下げさせてしまったことでかなり荒れてしまう。「自分は弱くない」と再び国村に喧嘩を挑むも再度返り討ちにされ、これらの一件が解決した後も、久美子に殴り掛かってまで「喧嘩のやり方」を求めたが、彼女から大事なのは喧嘩の強さではなく心の強さであることを教えられ、自身の行いの間違いに気づき、熊井に謝罪し、母とも関係修復の兆しが見られた。
卒業後の進路は大和と共に専門学校への進学が決まり、メッシュをやめて茶髪単色になった。2年との対立の際には本城と共に倉木の取り巻きとなり、2年との対立で本城を含め芦田と池田、石橋、桂、斉藤、鈴木、田中、三木、若槻と共に倉木に加担して乱闘に参加し、卒業式前日まで謹慎処分となった。
村山 壽太
演 - 夕輝壽太
9話の主要生徒5人の代表格。坊主頭が特徴。大平と浜口、山本、吉田と5人でカンパチ工務店への就職活動のパンフレットをもらいに行った際に赤銅の生徒だと言っただけであのとんでもない奴ばかりいる学校だと冷たくあしらわれ（最初は誰にも言うなと口止めしていたため明かされなかったが、後に若槻の発言により判明する）、それがきっかけで芝山率いる半グレ集団とつるみ始めて学校にもあまり来なくなって「ガキ臭い」と煽って3-Dのメンバーとも亀裂が生まれてしまう。久美子の地道な説得から心を揺り動かされる中、後に芝山の冷酷非道ぶりに恐れを為して「学校に行きたい」と言ってグループからの脱退を求めたが、芝山の怒りを買うことになり助けに来た3-Dのクラスメイト共々袋叩きにされてしまう。その後芝山の情報を知った久美子に救われ、涙ながらに久美子や仲間たちに自分たちの行いを謝罪し和解した。スプーン曲げに拘っている。2話では昼休みに浜口と山本を含めて教室で松方らと共に野球して遊んでおり、久美子が仲間に入ろうといきなり紛れ込んだ際に松方らと共に激怒し逃げていった。5話における本城の金銭トラブル解決大作戦の際には大和と廉、片山、田中、原と共にポケットティッシュ配りのアルバイトをし、その際に「どこかバレねえように捨てねぇ?」と考えるなどのセコい一面もあった。6話では吉田を含め芦田と石橋、鈴木、片山、若槻と共に合コンにて到底笑顔とは呼べない硬い表情となって女子高生たちに嫌がられる。卒業スペシャルでは特徴的であった坊主頭をやめており、大和たちや後の5人を含め3-Dの生徒半数と共に2-Dといざこざを起こした倉木たちの仲裁側となった。しかし台詞が極めて少なく、荒高の卒業生たちに連れて行かれた2-Dの高杉を3-D全員で取り戻しに行く際に「俺も行くぞ!」と発言したのみである。
いつもは黒板から見て左側から2列目の一番前の席に座っているが、9話で主要生徒となった際には中央部分の席に座っていた。
本来の主要生徒ではないため基本的には出番が少ないが、第9話のみ大平と浜口、山本、吉田と共に主要生徒となって出番が多くなっていた。
大平 康介
演 - 鯨井康介
9話の主要生徒の一人。7話以降は学ランを羽織っていない時が多かった。常に携帯しているラグビーボールから、3話の球技大会において久美子にラガーマンと勘違いされた。2話で昼休みに斉藤らと共に廊下でボウリングをして遊んでいた。5話における本城の金銭トラブル解決大作戦の際には山本を含め3-Dの生徒たち半数で運送会社にてアルバイトをし、トラックに荷物を積み込む仕事をしていた。6話では浜口と山本を含め岡田と斉藤、松方、三木と共に合コンで大喧嘩をして女子高生たちに嫌がられる。7話では大隈と寺内、松方と共に郷田らに袋叩きにされる。卒業スペシャルでは2-Dの高杉が荒高の卒業生たちに連れて行かれる所を吉田と共に目撃しそれを大和たちに知らせ、それから3-D全員で卒業式を放り出してその高杉を取り戻しに行くこととなった。
いつもは黒板から見て2列目の一番前から2番目の席に座っているが、9話で主要生徒となった際には中央部分の席に座っていた。
本来の主要生徒ではないため基本的には出番が少ないが、第9話のみ村山と浜口、山本、吉田と共に主要生徒となって出番が多くなっていた。
浜口 公輝
演 - 前田公輝
9話の主要生徒の一人。前髪の青いメッシュが特徴。大のロック好きなため将来はミュージシャンになるのが夢であり、いつもギターを持ち歩いている。2話では昼休みに村山と山本を含めて教室で松方らと野球をして遊んでおり、同じく2話では廉たちがカラーギャングに連れて行かれる所を吉田と原と共に目撃してそのことを大和たちに知らせ、それを機に大和たちは廉たちを取り戻しに学校を出て行った。5話では三者面談の際に母と久美子の前でギターを弾いて歌い、そして本城の金銭トラブル解決大作戦の際には神谷と芦田、桂、細川、吉田と共に一時路上ライブのアルバイトをし、その時にもギターを弾いて歌った。6話では大平と山本を含め岡田と斉藤、松方、三木と共に合コンで大喧嘩をして女子高生たちに嫌がられる。卒業スペシャルでは3-D全員で卒業アルバムを見て高校生活を振り返る場面にて「球技大会も赤銅祭もがっかりな結果で終わっているのになあ」と発言した。
本来の主要生徒ではないため基本的には出番が少ないが、第9話のみ村山と大平、山本、吉田と共に主要生徒となって出番が多くなっていた。
第5話での三者面談の場面にて母親が登場した。
山本 ユウジ
演 - ユージ
9話の主要生徒の一人。長身にパンチパーマが特徴。とても短気で喧嘩っ早く、血の気の多い台詞ばかりである。度々喧嘩の強さをアピールするなど腕っぷしには自信があるようで、緒方が暇潰しに開かせたであろうクラス内での喧嘩や、合コンでの自己紹介の順番を争うシーンなどで細かく描写されている。クラスメイトの若槻友也とは幼馴染（スピンオフ2話）。2話では昼休みに村山や浜口と共に教室で松方らと野球をして遊んでいた。5話における本城の金銭トラブル解決大作戦の際には大平を含め3-Dの生徒たち半数で運送会社にてアルバイトをし、その際にトラックに荷物を積み込む仕事をしていた。6話では大平と浜口を含め岡田と斉藤、松方、三木と共に合コンで大喧嘩をして女子高生たちに嫌がられる。卒業スペシャルでは特徴的だったパンチパーマをやめて黒髪を逆立てており、それに2-Dといざこざを起こした倉木たちに対して2年を相手にして大人げないなどと言いがかりをつけ、それが発端となって3-Dの生徒たちの間に亀裂が生じた。
本来の主要生徒ではないため基本的には出番が少ないが、第9話のみ村山と大平、浜口、吉田と共に主要生徒となって出番が多くなっていた。
吉田 竜也
演 - 若葉竜也
9話の主要生徒の一人。弱気な性格であり、1話では本城から脅されていた。クラスメイトの細川丸男とつるむことが多い。2話では廉たちがカラーギャングに連れて行かれる所を浜口と原と共に目撃してそのことを大和たちに知らせ、それを機に大和たちは廉たちを取り戻しに学校を出て行った。3話では池田と鈴木、田中とつるんでカラオケしに行った帰りに白金トンネル内にて青芝高校の高杉らに鉄パイプで殴られ大怪我を負う。浜口と同じく大のロック好きなためいつもギターを持ち歩いており、5話における本城の金銭トラブル解決大作戦の際には神谷と芦田、桂、浜口、細川と共に一時路上ライブのアルバイトをし、その際にギターを弾いて歌った。6話では村山を含め芦田と石橋、鈴木、片山、若槻と共に合コンで硬い笑顔となって女子高生たちに嫌がられる。卒業スペシャルでは2-Dの高杉が荒高の卒業生たちに連れて行かれる所を大平と共に目撃しそれを大和たちに知らせ、それから3-D全員で卒業式を放り出してその高杉を取り戻しに行くこととなった。
本来の主要生徒ではないため基本的には出番が少ないが、第9話のみ村山と大平、浜口、山本と共に主要生徒となって出番が多くなっていた。
生徒一覧
1. 芦田竜翼 - 伊藤竜翼
2. 池田弘人 - 上船弘人
3. 石橋篤海 - 菅野篤海
4. 市村力哉 - 中間淳太
5. 大隈邑弥 - 木戸邑弥
6. 大平康介 - 鯨井康介
7. 岡田慎平 - 小堀慎平
8. 緒方大和 - 髙木雄也
9. 風間廉 - 三浦春馬
10. 片山心 - 小栁心
11. 桂良太郎 - 清水良太郎
12. 神谷俊輔 - 三浦翔平
13. 倉木悟 - 桐山照史
14. 斉藤恵佑 - 千葉恵佑
15. 鈴木慎矢 - 寺田慎矢
16. 高橋公人 - 戸谷公人
17. 田中麻聖 - 中山麻聖
18. 寺内京介 - 浜尾京介
19. 浜口公輝 - 前田公輝
20. 原明大 - 真山明大
21. 細川丸男 - まるお
22. 本城健吾 - 石黒英雄
23. 松方広 - 矢崎広
24. 三木亮平 - 山田亮平
25. 村山壽太 - 夕輝壽太
26. 山本ユウジ - ユージ
27. 吉田竜也 - 若葉竜也
28. 若槻友也 - 蕨野友也

6人の主要生徒（市村、緒方、風間、神谷、倉木、本城）以外の生徒名は演者自身のものとなっている。

#### 2年D組（S3）
3年D組に勝るとも劣らない不良集団で、一部の生徒は先輩を見下すかのような態度をとる。クラスのトップである高杉のみ唯一2学期に荒高から転校してきた不良生徒である。スペシャルでは倉木たちを煽り、3-Dと乱闘騒ぎを起こした。3年生への進級時には久美子が彼ら新3-Dの担任となるが、彼女がこれまでに担任してきた不良生徒たちとは違ってなぜか最初から静まり返っており、そのため彼女からやけに静かなクラスだと誤解される（しかし劇場版では久美子が以前の教え子で教育実習生の小田切竜と共に教室へ入った際にクラス全員で騒いでおり、そのため久美子が激怒する羽目となった）。なお、彼らは今作の放送開始時には一応赤銅学院に在学していたが（高杉以外の生徒たちはほとんど）、初登場したのは卒業スペシャルからである。トップの高杉のみ唯一3年生に進級する直前に久美子と出会った生徒である。
※以下の人物は、2009年3月に放送された卒業スペシャルから登場し、その後劇場版にも登場した。
高杉 怜太
演 - 玉森裕太
赤銅2年D組のリーダー格。2学期に荒高から転校して来た札付きのワル。3-Dの緒方大和とは幼馴染みであり、中学校の頃までは同じ学校で一緒に不良をやっていた。その緒方とは2学期に荒高から赤銅に転校してから偶然再会し、その際には彼らから久美子のように信用できる大人もいるなどと大切なことを教えられたが最初は一切信じなかった。取り巻きである望月と松下、五十嵐、武藤と共に行動している。
赤銅に来てからすぐに2-Dのクラスでトップを張って問題ばかり起こし、臨時担任となった鷹野を困らせていた。基本的にはクールな性格だが倉木に対しては喧嘩腰であり、就職取り消しになったことを2-Dの生徒たちで一斉にあざ笑った上に2-Dの生徒たちで卒業式をつぶすと宣言したことから3-Dの生徒たちとの長く短い確執が生まれた。荒高での出来事から教師を嫌い（荒高でも2年生の不良生徒たちの中でトップを張って問題ばかり起こして問題児扱いされ、それを機に同校を2年生の1学期までで退学となり、そのため2学期に赤銅に転校した）、OBの間宮たちとつるんでかたぎの人間に暴行や恐喝に同行していた。2-Dのトップであって喧嘩が強くて同じ2-Dの生徒たちから一目置かれるほどではあるが、大抵はつるんで1人を袋叩きにしていたため、久美子から「卑怯な真似だけはせず、正々堂々と胸を張って不良やりやがれ！」と説教され、心を動かされて間宮に電話で脱退を告白したが、ケジメをつけてもらうという理由で連れ出される。しばらくして駆けつけた3-Dの生徒たちと共に荒高OBの連中から集団暴行を受けるが、久美子の登場で窮地を免れた。その後はただ黙って久美子と3-Dを睨んでいるだけであり、卒業式をつぶすという宣言も撤回している（劇場版でも基本的にはクールな性格であり、教室での場面ではいつも自分1人だけただ黙って席に座って一同を睨んでいるだけである）。なお、2-Dの生徒たちの中では唯一3年生に進級する直前に久美子と出会った生徒であり、当初は久美子の事さえも信用出来る大人だとは一切思っていなかったが、劇場版の終盤にて彼女の事をようやく信用出来る大人だと言う事に気付いてそんな彼女に心を開くようになった。
荒高OBの間宮たちとは荒高時代からの付き合いであり、荒高で問題を起こしてその荒高を退学になって赤銅へ転校しても彼らをずっと頼っており、そのため彼らとつるんでいた。なお、国村たちも一応荒高の先輩ではあるが、彼らとつるんでいたという描写は無い。
今作の放送開始時にはまだ荒高に在学しており、赤銅に転校してきたのは今作の放送終了から卒業スペシャル開始までの間である。
望月 純平
演 - 賀来賢人
愛称はもっちー。他の3人と共に高杉を取り巻いて行動している。とても短気で喧嘩っ早く、高杉が赤銅に転校して来るまでは2-Dのクラスでトップを張っていた。売店で3-Dの本城が買おうとしていた焼きそばパンを彼より自身が先に買ったことから2年と3年の確執が生まれる。
今作の放送開始時には一応2ｰDの生徒たち全員（高杉を除く）で赤銅に在学していたが、登場したのは卒業スペシャルからである。
松下 直也
演 - 入江甚儀
愛称はマツ。他の3人と共に高杉を取り巻いて行動している。3年生進級時の教室での場面では学ランを羽織っていなかった。
五十嵐 真
演 - 森崎ウィン
他の3人と共に高杉を取り巻いて行動している。
武藤 一輝
演 - 落合扶樹
他の3人と共に高杉を取り巻いて行動している。根はとても短気で喧嘩っ早い不良少年であり、劇場版では久美子が激怒した際に彼女に対して最初にキレかかったほどである。
生徒一覧
1. 五十嵐真 - 森崎ウィン
2. 大友大 - 安達大
3. 金田建太 - 絲木建太
4. 川上雅大 - 大川雅大
5. 黒江健介 - 大和田健介
6. 沢村徹 - 上鶴徹
7. 篠塚一志 - 川畑一志
8. 柴田りょう - 坂口りょう
9. 城之内純平 - 笹山純平
10. 高杉怜太 - 玉森裕太
11. 千葉永久 - 標永久
12. 土井隼也 - 白石隼也
13. 中畑佳輔 - 冨田佳輔
14. 広岡アンドリュー - 冨森アンドリュー
15. 藤田柊吾 - 永嶋柊吾
16. 別所信裕 - 西原信裕
17. 堀内佑貴 - 日和佑貴
18. 松下直也 - 入江甚儀
19. 武藤一輝 - 落合扶樹
20. 望月純平 - 賀来賢人
21. 森雄也 - 福田雄也
22. 吉村将平 - 山崎将平
23. 与那嶺大貴 - 渡辺大貴

卒業スペシャルで3-Dとの乱闘と最後の3年生進級の際に登場。この時点では生徒の名前は言及されず、続編の劇場版で公開された。

#### 教職員（S3）
鷹野 葵〈22〉
演 - 平山あや
担当は英語。
新任であり、事ある毎にメモを執る癖がある。5話によると、赤銅ともう1校別の高校に就職するかを迷っていて直感で選んだらしい。ミノルをペットのチャウチャウ犬・ラッキーと重ねており、気に入っている。また、ミノルに想いを寄せている。
卒業スペシャルでは3学期になって急遽辞任した教師に代わって2-Dの担任となったが、2学期に荒高から転校してきた高杉怜太の素行の悪さに悩まされていた。なおこれまでの英語教師は、3年C組の担任をしていたが本作における英語教師の彼女は最初は3年A組の副担任で、卒業スペシャルでは2年D組の臨時担任となる。
鮎川 さくら〈30〉
演 - 星野亜希
養護教諭。
豊満なスタイルで、生徒（特に3-D）からの人気は高い。てつに一目惚れする。
牛島 豊作〈39〉
演 - 佐藤二朗
3年A組担任かつ学年主任。担当は国語で古文を専門としている。これまでの学年主任の中で一番若く、すこぶる滑舌が悪くて何をしゃべっているのか、よく分からない感じである。
本作における猿渡の腰巾着的存在。側近でありつつも久美子や3-D生徒の発言にはある程度納得している。
卒業スペシャルでは猿渡と共に行動する場面が少なくなり、そして卒業式で学年主任として祝辞を読む予定で張り切っていたが、前日に階段で転び手足を骨折してしまい久美子に祝辞の座を託すことにした（しかし久美子は自身の考えた原稿どおりには読まなかった）。
第1シリーズの学年主任とは違い、猿渡が教頭から校長に昇進はしても、その後任として教頭に昇進することは無かった。
鳩山 康彦〈55〉
演 - 魁三太郎
担当は地歴公民。世界史が専門。
鶴岡 圭介〈33〉
演 - 石井康太
担当は理科。物理が専門。
馬場 正義〈38〉
演 - 東幹久
担当は保健体育。
前作では黒銀学院高校に勤務していたが、本作では偶然久美子と同じ赤銅学院高校に赴任する。
前作同様久美子に想いを寄せているが、またもや相手にされない。久美子が好意を寄せる夏目先生に対抗心を燃やしていたが、全く気づかれなかった。第2シリーズの最終話と本シリーズの空白期間に久美子の素性を初めて知るが、本シリーズではそのことを既に忘れており、しかも最後まで彼女の素性を思い出すことは無かった。
常に宴席ではオレンジジュースを注文している。
今作の卒業式では久美子と同じく羽織袴を来ており、そのため彼女とペアルックになることに驚いた（しかし久美子は卒業式直前にピンチに遭った3-Dの生徒たちを取り戻しに行く羽目となったためせっかくの袴が卒業式で着ることができなくなってしまった）。
赤城 遼子〈60〉
演 - 江波杏子
赤銅学院理事長兼校長→赤銅学院理事長。
冷めた性格であり、教育者としては純粋であるが故に「処罰するのも、切り捨てるのも教育」であると考えている。その反面、石原刑事を殴ったことから必死に頭を下げ続ける廉の退学処分を見送りにしたり、最終話で赤銅学院の卒業生である郷田隆次の暴力や盗難事件に関わってしまった3-D生徒全員を2週間停学にして許すなど態度や状況に応じて温情も見せている。卒業生の郷田は3-Dの生徒たちと同じく赤銅に在学中から問題ばかり起こしており、そんな彼を退学にすると彼の将来に影響するという甘い判断をしたのが間違っていたからもっと厳しい処分をすべきだったと語った。
今作にて東京へ戻ってきた猿渡を赤銅学院に教頭として採用し、これまでに白金学院から黒銀学院の不良生徒たちを更生させて立派に卒業させたという実績（本当は久美子のことである）のある彼を見込んで3-Dの担任にするが、彼は返り討ちにあってどうも役に立たないと思って彼をクビにしようと考える。しかし猿渡は久美子なら3-Dの生徒たちを牛耳れると言って彼女を赤銅に呼んで3-Dの担任にしたため彼のクビを見送りにした。
前2作の理事長たちとは違い、久美子の素性を最初から最後まで知ることは無かったが、教育者として実直なためか3-Dの指導に全力を尽くす久美子を認めている。
一応赤銅学院の理事長ではあるが、赤銅には前作の黒銀学院と同じく校長がいなかったため、猿渡が校長に就任するまでは校長も兼任していた。
赤銅学院の創立者で前理事長である赤城又八は自身の父であり、父の死後は父が創立して長年ずっと経営していた赤銅の経営を引き継いで理事長となり、同校の名誉を長年ずっと守り続けてきた。なお、自身の父の銅像は昇降口前に設置してあり、第9話にてその銅像が名うての学校荒らしに盗まれかけてしまう。

#### その他（S3）
夏目 誠一〈30〉
演 - 小泉孝太郎
校医であり、「夏目総合病院」の医師（御曹司）で4代目となり、今作の久美子の恋の相手。
当初は名前が明かされず「運命の人」とのみ表示されていたが、2話で「夏目誠一」と名前が明かされた。『ロミオとジュリエット』の小説（英文字）を好む。素行の悪い3-Dに対してもプラス思考で「素直な子たち」と久美子に献身的。前2シリーズの篠原智也や九条拓真同様、久美子は本作でも結局悲恋として描かれたが、卒業スペシャルのラストでは生徒たちの卒業を見届けた久美子の姿から「素敵な方」と好感を持っているような発言が見られた。
名前を知るまでの久美子からの呼び名は「ロミオ様」（手持ちの小説の主人公から）。
自身の病院である夏目総合病院は曽祖父の代から続いており、現在は3代目である父が院長を務めており、自身はその4代目であるため次期院長の座を狙っている。
熊井 亜美
演 - 石原あつ美
熊井輝夫の妻（旧姓：森崎）。
第1シリーズでは桃百合女子学院の生徒として登場（第5話）。その時に熊井に窮地を救われたことが縁で結婚。現在は夫と共に熊井ラーメンで働く。第2話での登場時点で妊娠7ヶ月の身重で、第8話で長女を出産した。台詞はほぼ少ないが、夫と共に3-Dの生徒たちを温かく見守っている。
今シリーズでは既に熊井と結婚しているためレギュラーとなっているが、第1シリーズで登場したのは第5話のみだったためゲスト扱いである。

#### ゲスト（S3）

##### 第1話（S3）
石原
演 - 近江谷太朗（第4話・最終話にも出演）
警視庁白金警察署少年課の刑事。
赤銅3-Dの生徒（特に風間）に対しては横柄な態度を取り、風間から襲われたり衝突することもあった。
しかし、郷田たちの盗難・暴行事件の際は久美子や3-Dの生徒を気にかけ、風間が入院していた時は心配していた。
最終的には久美子や3-Dの生徒のことが放っておけない考えを示した。
高山
演 - 山崎画大（第4話・最終話にも出演）
警視庁白金警察署少年課の刑事。
石原と同じく3-Dの生徒を見下す高慢な考えだったが、郷田たちの盗難・暴行事件の際は久美子や3-Dの生徒を気にかけ、風間が入院していた時は心配していた。
最終的には久美子や3-Dの生徒のことが放っておけない考えを示した。
ヒロ
演 - 山口龍人
新聞沙汰になった連続強盗事件の犯人。遊び気分で強盗事件を繰り返していたが、それを隠れて追っていた風間に特徴である右腕の刺青とドクロのネックレスを見抜かれていた（風間が自身の犯行を追っていたことが原因で彼は冤罪を掛けられ刑務所送りになっていた）。それを知った緒方が自身を追っていたことを悟り強盗仲間を連れて袋叩きに遭わせたが、救援に駆けつけた久美子から制裁を受け逃走。その後強盗罪で警察に逮捕された。風間が自身と間違えられたのは彼の背格好などが自身とよく似ていたためである。強盗事件を起こす際にはいつもフード姿であって、本来の姿を一切見せなかったために警察もお手上げ状態となり、そのためいくら強盗事件を起こしてもなかなか逮捕されなかった。

##### 第2話（S3）
梅宮
演 - 田代功児
大和たちが喧嘩したカラーギャングのリーダー。仲間の成田（野沢剣人）が大和にやられたことから仕返しに大勢で暴行を繰り返すが、助けに来た廉たちによって大和を取り逃がす。後日、登校中の廉達を囲み因縁をつけて鉄パイプを持って追い詰め、後に現れた大和たちも袋叩きにしたが、それを知って駆けつけた久美子によって制裁を受け、「覚えてろ!」と捨て台詞を吐いて撤退した。

##### 第3話（S3）
高杉
演 - 北条隆博
市村力哉とは中学時代に同級生であり、有名進学校である青芝学院高校の生徒。市村などの赤銅学院の生徒たちを見下している。昔からとても勉強ができて成績優秀な高校生であるため普段は優等生の仮面を被っているが、裏では青芝の番長と言える存在であり、同級生6人と共にバンダナで顔を覆い隠しては鉄パイプによる暴行傷害事件（彼曰く「世直し、クズ撲滅作戦」）を起こしていた（彼らが狙ったのはチンピラの一員や酒飲み親父などの反社会的な人たちばかりであり、本来の不良が狙う人たちとは大違いである）。倉木を馬鹿にしたことで市村に殴られ、そのことで市村を退学に陥れようとした。ある日3-D生徒の池田と鈴木、田中、吉田にも暴行を加えたことで、市村に暴行を繰り返していることを見破られたが、暴行の集団で市村を袋叩きに遭わせる。3-Dの集団での殴りこみで不況に陥るも「僕たちのこと殴ってもいいけど、その足で訴える」と卑劣な手段に出たが、久美子の登場で不利と悟って撤退した。

##### 第4話（S3）
風間 薫子
演 - 山田優（最終話にも出演）
風間廉の姉。昼は歯科助手で、夜はクラブで働いている（源氏名は「沙羅」）。両親を亡くしているため弟の廉と2人暮らしである。
以前に婚約が決まっていたが、相手側から「弟の面倒までは見切れない」という理由で断られ、それを廉に聞かれていた。そのため、愛情はあるものの自立しようとする風間との姉弟仲は複雑であったが、久美子の活躍で和解する。
猿渡は自身の勤め先のクラブの常連であり、自身のことを風間の姉だと知る前から知り合っていた。高校中退の経歴を持ち、また昔は廉と同じく筋金入りのヤンキーであったため、怒らせると廉や3-Dの生徒は勿論、久美子や馴染みのある猿渡ですら黙らせるほどの威圧感を持つ。最終話では髪を茶髪にしており、弟が重傷を負った際に病院に駆けつけ、意識が戻るまで廉のそばに寄り添った。

##### 第5話（S3）
本城 保
演 - 金田明夫
本城健吾の父、豆腐屋を経営している。お客様のためにと病院を抜け出してまで仕事を行う頑固一徹な昔気質の職人魂を持つが、息子の健吾と同様にフリーターとブリーダーを間違えたり、喧嘩っ早くなるなど息子と似たり寄ったりな性格である。ある日妻が親の看病のために九州の実家へ里帰りし、それをきっかけに店を一人でやることになる。そのため中盤にて高血圧で倒れて入院し暫くの間店を閉めていたが、頑固一徹な性格故に「商売は自分のためではなく客のためにやるものだ」と主張し、体が治っていないのにもかかわらず勝手に病院を抜け出して豆腐屋の仕事をしていた。健吾自身が売り上げ金の30万円から5万円くすねたことを謝罪された際にはゲンコツを見舞ったうえできちんと働いて返すように促し、クラスメイトにも雑務や商売の手伝いをさせる。最終的には自身の体を心配する息子の説得によって病院に戻り体を治した。
息子の健吾は当初は豆腐屋を継ぐことも一切考えずに問題ばかり起こし、そのためそんな健吾には散々手を焼いていた。しかし健吾は久美子との出会いによって改心して将来は豆腐屋を継ぐ決意をし、その後高校を卒業した健吾を一人前にしようと日々鍛えるようになった。
妻は親の看病のため九州の実家へ里帰りしている設定になっているため一度も登場していない。
劇場版には一度も登場していないが、頑固一徹な職人魂を持つ性格は全然変わっておらず、息子の健吾に豆腐屋を継がせるために彼を日々鍛えて一人前にしようとしている。
演じた金田明夫は第1シリーズの卒業スペシャルにも菱山工務店の社長役で出演している。
成田
演 - 進藤学
本城健吾の中学時代の部活の先輩。金融業を経営しており、金に悩む本城に金5万を貸し契約書にサインを書かせたが、実際はヤミ金業主であり、責任を感じて返金に訪れた彼を騙して50万払わせようと部下にリンチを加えさせるが、久美子から「金のありがたみも分からねえ、仕事を馬鹿にする連中」と断罪され、部下共々制裁を受け未遂に終わる。
倉木悟の母
演 - 楠見薫
三者面談の場面にて登場。息子の悟と同じく大阪生まれ育ったため関西弁で話す。悟は不器用であるためどんな仕事も向いていないと批判する。問題ばかり起こす悟にはいつも手を焼いている。
浜口公輝の母
演 - 平山慶子
三者面談の場面にて登場し、将来はミュージシャンになるのが夢だと発言してギターを弾いて歌い出した息子の公輝に対して自身もリズムに乗り始め、久美子を唖然とさせた。問題ばかり起こす公輝にはいつも手を焼いている。
石橋篤海の母
演 - 真下有紀
三者面談の場面にて登場し、社会の仕組みがよく分かっていない息子の篤美に対して久美子と共に唖然とした（篤美は夏休みと冬休みがあって給料50万円でボーナス100万円の会社だったらどこでもいいと発言し、完全に社会を舐めていた）。問題ばかり起こして社会の仕組みも分かっていない篤美にはいつも手を焼いている。

##### 第6話（S3）
藤村 早希
演 - 小嶋陽菜
心臓病で入院中の少女。倉木の恋人といえる存在だが、病気で長期入院しているために進級ができず、学校などつまらないと思い込んでいたが、倉木に学校の楽しさを教えられ希望を持った。自身のために退学処分になりかけている倉木を自身の責任だと謝ろうとしたが、チンピラに絡まれたところで倉木や久美子に助けられる。最後は父親の転勤もあって福岡の病院に入院することとなり、倉木に別れを告げて去っていった。
藤村 祥吾
演 - 升毅
藤村早希の父。娘を大事に思うあまり病院を抜け出させた倉木に説教しながら厳しい態度で接したが、最終的に早希をチンピラから身を挺して守ったことを知り、倉木の努力を認める。
藤村 志津子
演 - 鈴木ひろみ
藤村早希の母。

##### 第7話（S3）
郷田 隆二
演 - 松田悟志（最終話にも出演）
5年前に赤銅学院を卒業した男（3-Dの緒方たちや2-Dの高杉たちの先輩である）であり、赤銅伝説の番長として恐れられている人物。赤銅を卒業しても更生することなくあちこちで事件ばかり起こしている。7話では、緒方たちに遭遇した際「誰でも入れるバカ銅学院」「あんな学校、面白くもなんともねぇだろ!」とけなしたことで、6人に反論されたのを機に敵対するようになる。後日、3-Dの松方たちを痛め付けた後に彼の携帯電話から緒方たち6人を呼び出し、乱闘騒ぎとなる。
その翌日、緒方たちに対する脅しとして赤銅学院の文化祭（赤銅祭）のセットを仲間たちと共に破壊。緒方に対しても電話越しに「これで終わりだと思うなよ」と脅迫したが、緒方たち6人はそれを阻止しようと駆け付けたことで再び乱闘となる。遅れて駆け付けた久美子との格闘戦で「下らない学校出たばっかりに何やっても上手くいかねえんだよ!」と学園への恨みをぶちまけるも負けてしまい、久美子に「お前もちゃんと前向いて生きろ」と説得されたことで沈黙したまま、撤退する。
最終話では強盗事件を起こしていた時に大和たちと遭遇。後日、そのことを石原・高山刑事に報告したことを知り、3-Dの教室にお礼参りに来る。その際、久美子に3-Dの生徒を人質に取ったと嘘の証言をして学校から離れさせるという老獪な面を見せる。その後、大和たちに仲間になろうと迫るが断られたことで一方的に痛めつけた際に、風間に瀕死の重傷を負わせてしまい、一時撤退する。その後、仇討ちのため駆けつけた3-Dをまたしても一方的に痛めつけるが久美子にまたも不良仲間を次々と倒され、恐れをなした不良仲間は全員逃走。残された自身も戦うが、再び敗北した。緒方にとどめを刺されかけた直後、彼ら共々久美子に「命の大切さ」を教わり、痛めつけた3-D生徒全員に謝罪した後、警察（石原・高山刑事）へ自首した。
赤銅学院に在学していた時から同学年の不良生徒たちの中でトップを張って問題ばかり起こして退学になりかけるが、退学にすると彼の将来に影響するからそれはやめたほうがいいと遼子が判断しており、そのためいくら問題を起こしても赤銅を退学にならずに済んでいた。
第1シリーズが放送された2002年には自身が赤銅学院にちょうど在学しており、当時は3年生だった。なお、久美子や猿渡は当時白金学院に勤務していたため自身のことも知らなかった。
第3シリーズ卒業スペシャルの時点では服役中だった。
郷田の手下
演 - 六本木康弘（最終話にも出演）
郷田の手下でやや長髪の男。
郷田の手下
演 - 沖原一生（最終話にも出演）
郷田の手下で、血の気が多い坊主頭の男。
ゆい
演 - 福田萌
メイド喫茶店員。
あみ
演 - 工藤亜耶
メイド喫茶店員。

##### 第8話（S3）
神谷 美沙子
演 - 宮崎美子
神谷俊輔の母。心配性だが、息子への想いは熱い。物語終盤は、久美子からその想いを諭された俊輔との関係修復の兆候が見られた。
国村
演 - 滝口幸広
荒高の不良グループのリーダー（第1シリーズに登場した渡辺たちや第2シリーズに登場した渋谷たち、今シリーズの卒業スペシャルに登場した間宮たちの後輩である）。神谷がはるかとのデート中に遭遇し、神谷に対して侮蔑の発言を繰り返し、はるかにまで絡んで喧嘩を吹っかけて追い詰めた。後に「俺は弱くない」と見得を切る神谷に喧嘩を挑まれる。それに激昂し、ビルの地下駐車場にて仲間が見てる中で再度追い詰めるが、久美子の登場で「教え子のためなら手加減しない!」という発言と気迫に驚かされ神谷に謝罪した。
はるか
演 - 渋谷桃子
神谷俊輔の彼女。デート中に起きた喧嘩で国村に負けている神谷を目の当たりにし、警察が来たタイミングで彼を見かねて逃げていった。
その後、神谷との関係は修復した模様。

##### 第9話（S3）
芝山
演 - 八神蓮
村山たち5人と付き合っていた不良グループのリーダーであり、少年院上がりの前科者。もともと有名な不良であちこちでカツアゲや恐喝をしており、警察からも目をつけられているほどの要注意人物。自分の意に沿わない発言や口答えをした者はたとえグループの仲間であろうと容赦なく制裁を加える。村山たちは暴行・カツアゲの見張り役に扱われていた。緒方と風間を除く3-Dのクラスメイト全員が村山たち5人を説得している最中に舎弟を連れて彼らを袋叩きにし、その際にかばった村山たち5人を倉庫に連れて行き袋叩きにしたが、久美子の活躍で撃退された。

##### 第10話（S3）
緒方 達彦
演 - 名高達男
緒方大和の父で、有名進学校カイトク高校の教師。教師としての評判や実績は確かだが、極めて傲慢かつ独善的な性格をしており、なおかつ徹底した選良主義思想の持ち主。優秀な長男である優一（作中未登場）を寵愛する一方、成績の悪い次男の大和に対して精神的虐待同然の差別的な仕打ちをしており、親子仲は険悪そのもの。その上、妻に対しても大和の非行の原因であると言い掛かりをつけて罵倒するなど精神的DVを行なっており、夫婦関係も完全に冷え切っている。前作までの父親と違って最後まで反省や改心の素振りは一切なく、久美子の説得にも聞く耳を持たなかった。離婚後は優一を引き取る。
緒方 加代子
演 - 床嶋佳子
緒方大和の母。夫から「お前が甘やかしたから大和が非行に走った」と理不尽に罵倒されるなどの仕打ちを受けており、耐えかねて離婚を決意する。一方で大和への愛情があり、暴力事件で大和が疑われても無実だと信じ、彼の無実が判明すると久美子たちにお礼を言った。夫との離婚後は大和を引き取り、彼と2人で暮らすことになる。
大和に冤罪を着せたチンピラの一員
演 - 弓削智久
あちこちでカツアゲを繰り返しているチンピラの一員。夜道で仲間と共に2人の中学生にカツアゲしようとしている所を大和に阻止されて逆上し、彼を袋叩きにする。しまいには大和を鉄パイプで殴ろうとしたが間違えて仲間を殴ってしまい、その直後に乱闘事件があったとの通報を受けて駆け付けた警察官に暴行傷害事件の犯人だと大和が勘違いされ逮捕されてしまう。その翌日には自身に昨夜カツアゲされそうになったのを大和に助けられた2人の中学生が自身のことを廉たちに話し、その中学生たちを警察へ連れて行こうとした廉たちを仲間と共に袋叩きにするが、その直後に久美子から制裁を受け撤退した。

##### 最終話（S3）
夏目誠一の友人
演 - 武豊
居酒屋の店員
演 - 青木さやか
『天才!志村どうぶつ園』で、カワウソのダイナミックも出演するため、居酒屋で焼き鳥の取り合い中に馬場正義が「ダイナミック!」と言うシーンがあったが、本編では「ダイナミック!」と言う直前でシーンが変わりカットされた。また、カワウソのダイナミックの出演もなかった（DVDの特典映像にも収録されていない）。
緊急保護者会に出席した保護者たち
演 - 中根徹、みやなおこ、白川ゆり
全員が強気で、責任転嫁の激しい典型的な事なかれ主義で、郷田の暴行事件に関わった3-Dに対し、遼子や久美子に「学校の指導が甘い」「高校生の不良が報復のための暴力などとても考えるようなことではない」「3-Dの生徒は全員即刻退学にするように」「担任も責任をとって辞職してもらう」「教師に向いてない者は辞めるべき」などと一方的に糾弾し、抗議のために乱入してきた3-D全員に対しても「担任として責任をとるのは当然」と言い切った。

##### スペシャル（SP2）
間宮
演 - 斎藤工
荒高OBのリーダー格で高杉怜太の先輩（第1シリーズに登場した渡辺たちや第2シリーズに登場した渋谷たちの後輩でもあり、今シリーズ第8話に登場した国村たちの先輩でもある）である長髪を束ねワイン色をした革のジャケットを着た男。荒高から赤銅へ転校していった高杉を連れ回し、あちこちで暴行や恐喝を何度も繰り返していた。立ち読みしていた男性にぶつかり「オイ！どこ目つけてんだ」と脅し蹴った。恐喝の途中で久美子の登場でやむなく撤退したが、その後久美子の一言で集団での悪事から改心した高杉が「もう抜けます」と電話で伝えたことに逆上し、翌日「けじめを付けてもらうぞ」と言って仲間を連れて高杉を袋叩きにし、大事な卒業式を放り出してその高杉を取り戻しに駆け付けた3-Dの生徒たちも袋叩きにする。高杉を蹴り倒し、鉄パイプで殴りかかろうとした際に現場の地下天井を貫いて登場した久美子から制裁を受け仲間と共に逃走した。
荒高を卒業したのは今作の放送が始まった2008年であり、そのため国村たちの1学年上の先輩であり、高杉の2学年上の先輩である。渡辺たちや渋谷たち、国村たち、高杉と同じく荒高に在学中から問題ばかり起こしていたが、荒高は生徒がいくら問題を起こしても基本的には退学にならないためいくら問題を起こしても退学にはならず無事に卒業することができた（しかし後輩である高杉の場合は問題を起こして2年の1学期までで退学となり、そのため2学期に赤銅学院へ転校していった）。しかし、荒高卒業後も更生することなく、あちこちで暴行や恐喝を繰り返していた。

## スタッフ
- 原作 - 森本梢子「ごくせん」（集英社刊／YOUコミックス）
- 音楽 - 大島ミチル
- 音楽プロデューサー - 伊藤圭一
- 主題歌

ほとんどの回ではビデオクリップが放送されていた（回によっては割愛。第1シリーズの最終回エンディングはこのビデオクリップとリンクした演出になっている）。
- - 第1シリーズ - V6「Feel your breeze (G・S・N version)」[8]（avex trax）
原曲（シングル）ではなく、アルバム『seVen』の初回盤に収録されている別バージョンを使用している。
第7話で沢田慎と妹のなつみがボウリング場で話しているシーンのバックにも流れている。
  - 第2シリーズ - D-51「NO MORE CRY」[8]（ポニーキャニオン）
  - 第3シリーズ - Aqua Timez「虹」[8]（Epic Records）[9]
- 挿入歌
  - 第2シリーズ - 亀梨和也「絆」[10]（ジャニーズ・エンタテイメント）
  - 第3シリーズ - 髙木雄也「俺たちの青春」[10]（ジェイ・ストーム）
- 統括 - 井上健（第1シリーズ）
- バスケットボール指導 - 北原憲彦（第1シリーズ）
- 応援団指導 - 東京農業大学全学応援団（第1シリーズ）
- チーフプロデューサー - 増田一穂（第1シリーズ）
- プロデューサー - 加藤正俊
- アシスタント・プロデューサー - 渡部智明（第1シリーズ）、鈴木香織（第1・第2シリーズ）、河野多希代（第2シリーズ）
- プロデュース補 - 坂下哲也（第2・第3シリーズ）[注 27]
- 制作著作 - 日本テレビ

## 受賞歴
- 第1シリーズ (2002)
  - 第33回ザテレビジョンドラマアカデミー賞[11]
    - 主演女優賞（仲間由紀恵）
    - 助演男優賞（松本潤）
- 第2シリーズ (2005)
  - 第44回ザテレビジョンドラマアカデミー賞[12]
    - 最優秀作品賞（ごくせん）
    - 主演女優賞（仲間由紀恵）
    - 助演男優賞（亀梨和也）
- 第3シリーズ (2008)
  - 第57回ザテレビジョンドラマアカデミー賞[13]
    - 主演女優賞（仲間由紀恵）
- ごくせん THE MOVIE(2009)
  - 第22回日刊スポーツ映画大賞・石原裕次郎賞
    - ファン大賞 日本映画部門「ごくせん THE MOVIE」[14]
- エランドール賞[15]
  - 作品賞 テレビ部門（ごくせん）
  - 新人賞 （仲間由紀恵）（ごくせん）
- 第14回橋田賞[16]
  - 個人賞（仲間由紀恵）

## 放送日程

### 第1シリーズ
- 2002年4月17日 - 7月3日、全12話。
- 初回は15分拡大（22:00 - 23:09）。

| 各話                                                           | 放送日        | サブタイトル                      | 脚本                         | 演出     | 視聴率 |
| -------------------------------------------------------------- | ------------- | --------------------------------- | ---------------------------- | -------- | ------ |
| 第1話                                                          | 2002年4月17日 | 熱血先生大暴れ!!                  | 江頭美智留                   | 佐藤東弥 | 18.3%  |
| 第2話                                                          | 2002年4月24日 | 友達見捨てんなよ!!                | 江頭美智留                   | 大谷太郎 | 16.6%  |
| 第3話                                                          | 2002年5月01日 | 見た目で決めんな!!                | 横田理恵                     | 佐藤東弥 | 17.3%  |
| 第4話                                                          | 2002年5月08日 | 失敗したらやり直せ                | 江頭美智留                   | 大谷太郎 | 15.5%  |
| 第5話                                                          | 2002年5月15日 | ケンカと暴力は違う                | 横田理恵                     | 佐藤東弥 | 18.8%  |
| 第6話                                                          | 2002年5月22日 | イジメに負けんな!!                | 松田裕子                     | 大谷太郎 | 17.7%  |
| 第7話                                                          | 2002年5月29日 | 自分の子を信じろ!!                | 横田理恵                     | 佐藤東弥 | 17.9%  |
| 第8話                                                          | 2002年6月05日 | あんたは母親だろ!!                | 江頭美智留                   | 大谷太郎 | 15.9%  |
| 第9話                                                          | 2002年6月12日 | 人のせいにすんな!!                | 横田理恵                     | 佐藤東弥 | 16.3%  |
| 第10話                                                         | 2002年6月19日 | 私は生徒を信じる!!                | 松田裕子                     | 高橋直治 | 17.8%  |
| 第11話                                                         | 2002年6月26日 | お前は一人じゃない                | 江頭美智留                   | 大谷太郎 | 13.6%  |
| 最終話                                                         | 2002年7月03日 | さよならヤンクミ                  | 江頭美智留                   | 佐藤東弥 | 23.5%  |
| SP                                                             | 2003年3月26日 | さよなら3年D組…ヤンクミ涙の卒業式 | 江頭美智留 松田裕子 横田理恵 | 佐藤東弥 | 18.1%  |
| 平均視聴率 17.4%（視聴率はビデオリサーチ調べ、関東地区・世帯） |               |                                   |                              |          |        |

### 第2シリーズ
- 2005年1月15日 - 3月19日、全10話。
- 初回・最終回は30分拡大（21:00 - 22:24）。

| 各話                                                           | 放送日        | サブタイトル                                                    | 脚本       | 演出     | 視聴率 |
| -------------------------------------------------------------- | ------------- | --------------------------------------------------------------- | ---------- | -------- | ------ |
| 第1話                                                          | 2005年1月15日 | たった一度の高校生活、無駄にするな! …あの熱血教師が帰ってきた ! | 江頭美智留 | 佐藤東弥 | 26.5%  |
| 第2話                                                          | 2005年1月22日 | 人の強さは力じゃ決まらない 人にはもっと大切なものがある         | 江頭美智留 | 大谷太郎 | 26.9%  |
| 第3話                                                          | 2005年1月29日 | お前らは私の大事な生徒だ!! 見捨てるもんか                       | 横田理恵   | 佐藤東弥 | 27.0%  |
| 第4話                                                          | 2005年2月05日 | 自分の人生、人と比べんな!                                       | 江頭美智留 | 大谷太郎 | 25.4%  |
| 第5話                                                          | 2005年2月12日 | 大事なのは、心の強さだ!!                                        | 松田裕子   | 佐藤東弥 | 27.1%  |
| 第6話                                                          | 2005年2月19日 | 親の気持ちをもっと考えろ!!                                      | 横田理恵   | 渡部智明 | 27.3%  |
| 第7話                                                          | 2005年2月26日 | 自分の人生と真剣に向き合え                                      | 江頭美智留 | 大谷太郎 | 27.4%  |
| 第8話                                                          | 2005年3月05日 | 私はずっとお前たちのセンコーだ                                  | 松田裕子   | 佐藤東弥 | 30.0%  |
| 第9話                                                          | 2005年3月12日 | 父と息子涙の絆…                                                 | 横田理恵   | 大谷太郎 | 28.2%  |
| 最終話                                                         | 2005年3月19日 | 胸張って卒業しろ! ヤンクミと3年D組、涙の別れ                    | 江頭美智留 | 佐藤東弥 | 32.5%  |
| 平均視聴率 28.0%（視聴率はビデオリサーチ調べ、関東地区・世帯） |               |                                                                 |            |          |        |

### 第3シリーズ
- 2008年4月19日 - 6月28日、全11話。
- 初回・最終回は30分拡大（21:00 - 22:24）。
- 第9話は30分遅延（21:30 - 22:24）。

| 各話                                                                     | 放送日        | サブタイトル                                          | 脚本                | 演出     | 視聴率 |
| ------------------------------------------------------------------------ | ------------- | ----------------------------------------------------- | ------------------- | -------- | ------ |
| 第1話                                                                    | 2008年4月19日 | あのヤンクミが帰ってきた 伝説の学園ドラマついに復活!! | 江頭美智留          | 佐藤東弥 | 26.4%  |
| 第2話                                                                    | 2008年4月26日 | お前らは今日から仲間だ!!                              | 江頭美智留          | 佐藤東弥 | 24.8%  |
| 第3話                                                                    | 2008年5月03日 | いつだってやり直せる!!                                | 横田理恵            | 大谷太郎 | 23.3%  |
| 第4話                                                                    | 2008年5月10日 | 姉と弟涙の絆!!                                        | 松田裕子            | 山下学美 | 25.1%  |
| 第5話                                                                    | 2008年5月17日 | 一人で生きてきたと思うな                              | 江頭美智留          | 佐藤東弥 | 25.3%  |
| 第6話                                                                    | 2008年5月24日 | 初恋…大切な人を守りぬけ                               | 江頭美智留          | 佐藤東弥 | 21.1%  |
| 第7話                                                                    | 2008年5月31日 | 自分に言いわけすんな!!                                | 江頭美智留          | 佐藤東弥 | 21.9%  |
| 第8話                                                                    | 2008年6月07日 | 強くなれ!! 新しい命の誕生                             | 江頭美智留          | 佐藤東弥 | 21.3%  |
| 第9話                                                                    | 2008年6月14日 | 仲間は一生もんの宝だ!!                                | 江頭美智留          | 佐藤東弥 | 17.6%  |
| 第10話                                                                   | 2008年6月21日 | 幸せは自分の手でつかめ!!                              | 江頭美智留          | 佐藤東弥 | 18.1%  |
| 最終話                                                                   | 2008年6月28日 | ヤンクミ最後の涙の叫び …命を大切にしろ!!              | 江頭美智留          | 佐藤東弥 | 23.6%  |
| SP                                                                       | 2009年3月28日 | ヤンクミ最後の卒業式!                                 | 江頭美智留 横田理恵 | 佐藤東弥 | 18.1%  |
| 平均視聴率 22.8%（視聴率はビデオリサーチ調べ、関東地区・関西地区・世帯） |               |                                                       |                     |          |        |

## スペシャル

### ごくせんリターンズ（2002年）
『ごくせんリターンズ』は、日本テレビ・ミヤギテレビ・静岡第一テレビ・読売テレビ・福岡放送で2002年12月29日（日曜日）12:30 - 14:55に放送された特別番組。
サブタイトルは「総集編&師走のヤンクミスペシャル あの熱血教師が帰ってくる…感動と興奮の名場面すべて見せます」（または「要保存!師走の登校日スペシャル」）。翌年春放送のスペシャルドラマ（ごくせんスペシャル）が決定したことを受けた総集編。
- 出演 - 仲間由紀恵、脇知弘、村田宏
- 脚本 - 江頭美智留、横田理恵、松田裕子
- 演出 - 佐藤東弥

### ごくせんスペシャル（2003年）
『ごくせんスペシャル』は、日本テレビ系で2003年3月26日（水曜日）21:30 - 23:33に放送された。
サブタイトルは「さよなら3年D組…ヤンクミ涙の卒業式」。第1シリーズの完結編で、第2シリーズの前日談でもある。視聴率18.1%。2003年4月13日12:30 - 15:00にはディレクターズ・カット版も放送されている。
- 原作 - 森本梢子
- 脚本 - 江頭美智留、松田裕子
- 音楽 - 大島ミチル
- 音楽プロデューサー - 伊藤圭一
- 演出 - 佐藤東弥
- 脚本協力 - 横田理恵
- チーフプロデューサー - 井上健
- プロデューサー - 加藤正俊
- アシスタント・プロデューサー - 渡部智明、鈴木香織
- 制作著作 - 日本テレビ

### ごくせん傑作選（2004年）
『ごくせん傑作選』は、日本テレビ・札幌テレビ・青森放送・テレビ岩手・ミヤギテレビ・テレビ信州・静岡第一テレビ・中京テレビ・読売テレビ・広島テレビ・山口放送・福岡放送・長崎国際テレビ・熊本県民テレビで2004年12月30日・31日（木・金）に放送された再放送。
サブタイトルはそれぞれ「熱血教師誕生篇」「人情教師奮闘篇」。ミノルとクマが『ごくせん』のVHSを見る形式。名場面集やヤンクミジャージコレクション、沢田慎を演じた松本潤からのメッセージ、翌月から放送の第2シリーズの紹介が放送された。
- 出演 - 内山信二、脇知弘（2007年の再放送は脇のみ出演）
- 演出 - 渡部智明

### ごくせん同窓会スペシャル（2005年）
『ごくせん同窓会スペシャル』は、日本テレビ系で2005年10月8日（土）21:00 - 23:24に放送された特別番組。
出演者たちが再集合し、未公開映像や、名場面を振り返る。また、インターネットで募集し、人気の高かった「もう一度見たいあのシーン」を紹介。挿入歌「絆」を亀梨和也が歌った。視聴率は25.9%と、高視聴率を記録した。

### ごくせん卒業スペシャル'09（2009年）
『ごくせん卒業スペシャル'09』は、日本テレビ系で2009年3月28日（土）21:30 - 23:28に放送された。
サブタイトルは「ヤンクミ最後の卒業式」。第3シリーズの続編で、完結編である劇場版へと続く内容となっている。
2009年12月31日には日本テレビ・札幌テレビ・青森放送・テレビ岩手・ミヤギテレビ・山形放送・福島中央テレビ・テレビ新潟・北日本放送・テレビ金沢・静岡第一テレビ・中京テレビ・読売テレビ・西日本放送・広島テレビ・福岡放送・長崎国際テレビ・熊本県民テレビで再放送された。

### ごくせん2002特別編（2020年）
『ごくせん2002特別編』は、日本テレビ系で2020年6月3日・10日（水）22:00 - 23:00に放送された特別番組。新型コロナウイルスの影響で同放送枠で放送が予定されていた『ハケンの品格』（第2シーズン）の撮影が遅れていたため、代替として第1シーズンの再放送が行われた。
3日は第1シーズン1話、10日は2話が放送され、それぞれ冒頭には仲間由紀恵からの特別メッセージが放送された。放送終了後には3話以降も含む第1シーズン全話がTVerとHuluで配信された。

### ごくせんスピンオフ!
第3シリーズでは、スピンオフドラマ『ごくせんスピンオフ!』の配信（PC・携帯）を行っている。
スピンオフドラマ展開に賛同した明治製菓と花王が、コラボレーション展開をすることとなり、『ごくせん』本編のスタジオセットを使って、制作スタッフが、明治製菓および花王の商品を、『ごくせん』の世界観の中で紹介するオリジナルインフォマーシャルを制作し、それを「ごくせんスピンオフ!」とともに配信するというもの。このオリジナルインフォマーシャルは、約10秒で制作されている。
今回の『ごくせん』では、本編スタート前からスピンオフドラマ（0話）を配信する、という新たな展開も行っていた。
出演は、横山ルリカ、岩本恵。花王バージョンの方には、安達勇人も出演。
2008年12月21日に発売されたDVD-BOXに0話も含め全13話が収録されている。

## 映画
日本テレビ系のテレビドラマ「ごくせん」の映画化作品。2009年3月28日にドラマ版最後のスペシャル「ごくせん卒業スペシャル'09」が放送され、映画では赤銅学院高校3年D組の生徒が卒業した後、2年生から3年へと進級した生徒との一大騒動に巻き込まれる姿が描かれ、映画をもってごくせんシリーズは完結する。
全国409スクリーンで封切られ、公開2日間で40万2440人を動員。週末興行成績ランキングで1位を記録し、配給元の東宝は興行収入目標を40億円と発表した。最終興行収入は34.8億円。